# 12. Mai
Der 12. Mai ist der 132. Tag des gregorianischen Kalenders (der 133. in Schaltjahren), somit verbleiben 233 Tage bis zum Jahresende.

## Ereignisse

### Politik und Weltgeschehen
- 0113: Auf dem Trajansforum in Rom wird die Trajanssäule eingeweiht.

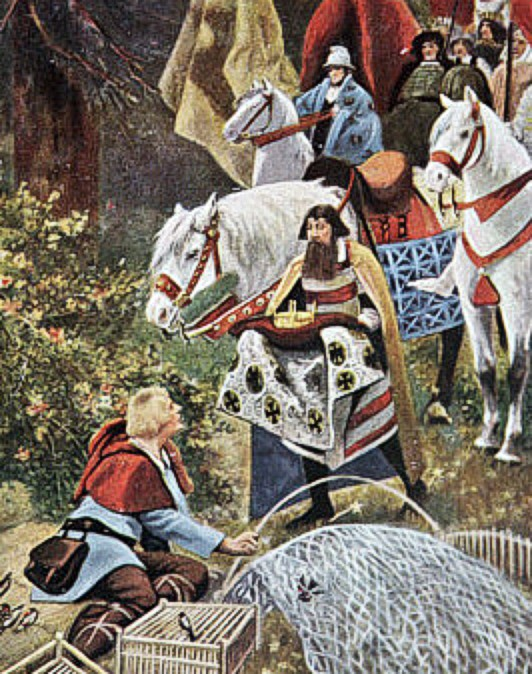
919: Heinrich

- 0919: In Fritzlar wird Heinrich der Vogler durch die Stämme der Franken und Sachsen als Heinrich I. zum ostfränkischen König gewählt. Eberhard, der Bruder des im Dezember verstorbenen Königs Konrad I., überreicht ihm die Reichsinsignien. Damit ist erstmals ein Sachse König des Ostfrankenreichs.
- 1082: In der Schlacht bei Mailberg besiegt der böhmische Herzog Vratislav II. seinen Widersacher Leopold II., Markgraf von Österreich.

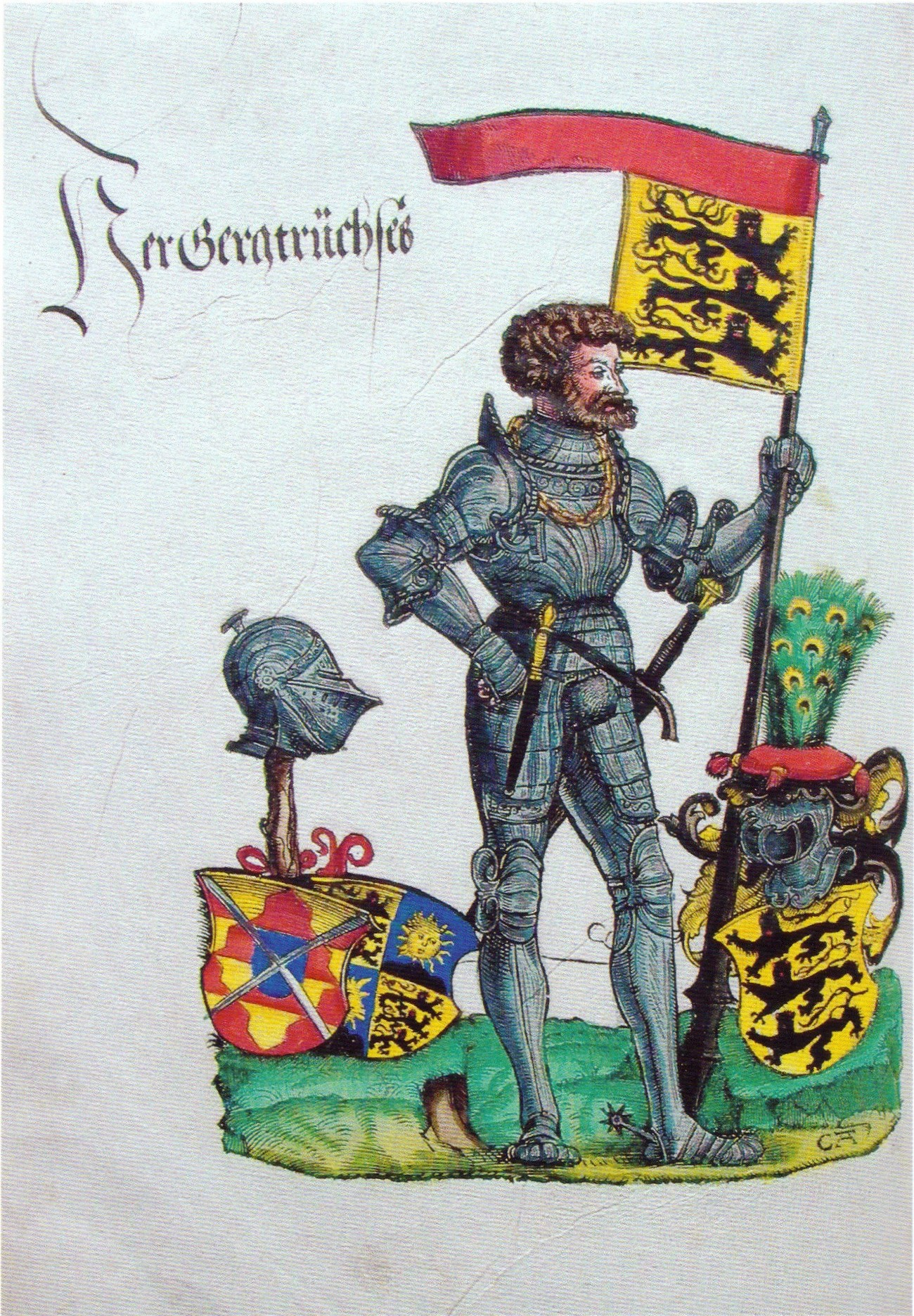
1525: Georg von Waldburg-Zeil

- 1525: Im Deutschen Bauernkrieg werden in der Schlacht bei Böblingen die Württemberger Bauern vom Söldnerheer des Schwäbischen Bundes unter Georg von Waldburg-Zeil vernichtend geschlagen.
- 1588: Der Führer der katholischen Heiligen Liga, Henri I. de Lorraine, duc de Guise, initiiert einen scheinbar spontanen Volksaufstand im mehrheitlich katholischen Paris gegen König Heinrich III., der in seinen Augen den Hugenotten zuneigt. Der König wird am Tag der Barrikaden aus der Stadt vertrieben.
- 1641: Thomas Wentworth, 1. Earl of Strafford, wichtigster Vertrauter des eine absolute Herrschaft beanspruchenden englischen Königs Karl I., wird auf Grund einer Bill of Attainder des House of Commons durch Enthauptung hingerichtet.

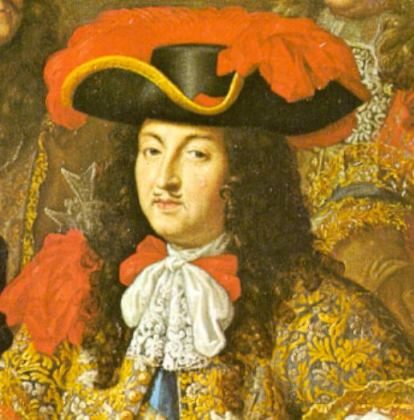
1689: Ludwig XIV.

- 1689: England und die Niederlande treten der am 9. Juli 1686 als Defensivbündnis gegen König Ludwig XIV. von Frankreich gegründeten Augsburger Allianz bei und erweitern sie damit zur Wiener Großen Allianz. Ziel des Bündnisses ist die Wahrung der Vereinbarungen des Westfälischen Friedens und des Pyrenäenfriedens.
- 1743: Nachdem sie die Ansprüche des Wittelsbachers Karl Albrecht von Bayern im Österreichischen Erbfolgekrieg militärisch zurückgewiesen hat, wird die Habsburgerin Maria Theresia drei Jahre nach dem Tod ihres Vaters Karl VI. als dessen Nachfolgerin zur böhmischen Königin gekrönt.

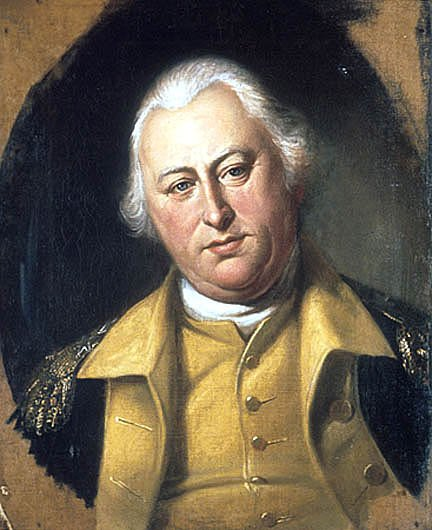
1780: Benjamin Lincoln

- 1780: Nach mehrwöchiger Belagerung muss der amerikanische General Benjamin Lincoln kapitulieren und die Stadt Charleston in South Carolina an die Briten unter Henry Clinton übergeben. Es handelt sich um die schwerste Niederlage der Amerikaner im Amerikanischen Unabhängigkeitskrieg.
- 1789: In New York City gründet William Mooney den politisch aktiven Klub Society of St. Tammany mit dem Versammlungsort Tammany Hall. Die sich zur Partei entwickelnde Vereinigung fällt später durch Skandale, Vorteilsverschaffung ihrer Mitglieder und Korruption auf.

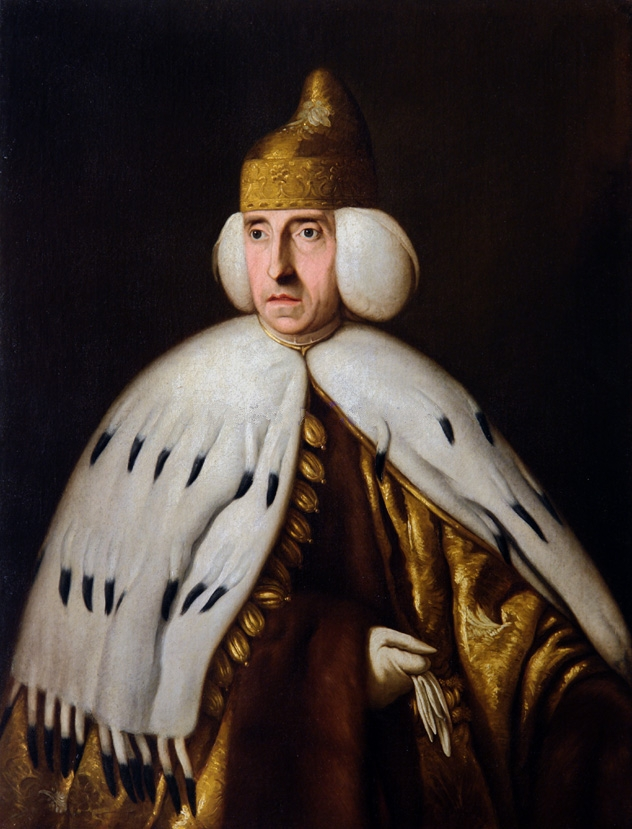
1797: Ludovico Manin

- 1797: Der letzte Doge von Venedig, Ludovico Manin, dankt ab, und der Große Rat der Lagunenstadt hält seine letzte Sitzung ab. Auf dem Festland vor der Stadt liegen die in die Republik Venedig eingedrungenen Truppen Napoleon Bonapartes. Die Ära der Serenissima neigt sich damit ihrem Ende zu, Venedig wird später im Frieden von Campo Formio österreichischer Besitz.
- 1814: Kurz nach seinem Einzug in Paris entlässt König Ludwig XVIII. als Maßnahme der Restauration in Frankreich die 300.000 Mann starke Napoleonische Armee nach Hause.
- 1864: Im Deutsch-Dänischen Krieg tritt ein in London ausverhandelter Waffenstillstand in Kraft, der jedoch nur von kurzer Dauer ist, da die Kriegsparteien sich nicht auf eine Grenzziehung in Schleswig einigen können.
- 1865: Über einen Monat nach der offiziellen Kapitulation der Konföderierten Staaten von Amerika beginnt in Texas die zwei Tage währende Schlacht auf der Palmito Ranch, die letzte Schlacht des Sezessionskrieges.
- 1870: Das kanadische Parlament beschließt den Manitoba Act. Mit dessen Inkrafttreten am 15. Juli werden die 1869 von der Hudson’s Bay Company gekauften Gebiete Nordwest-Territorien und Ruperts Land dem kanadischen Staatsgebiet einverleibt und innerhalb dieses Gebietes die Provinz Manitoba geschaffen.

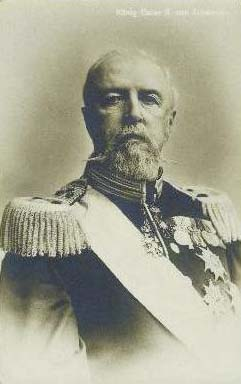
1873: Oskar II. von Schweden

- 1873: Nach dem Tod seines Bruders Karl XV. im Vorjahr wird Oskar II. in der Nikolaikirche in Stockholm zum König von Schweden gekrönt.
- 1881: Nach dem Einmarsch französischer Truppen wird das bisher dem Osmanischen Reich zugehörige Tunesien durch den Bardo-Vertrag, auch genannt Vertrag von Ksar Said, zu einem Protektorat Frankreichs, auch wenn der Bey von Tunis, Muhammad III. al-Husain, formal Herrscher des Landes bleibt.

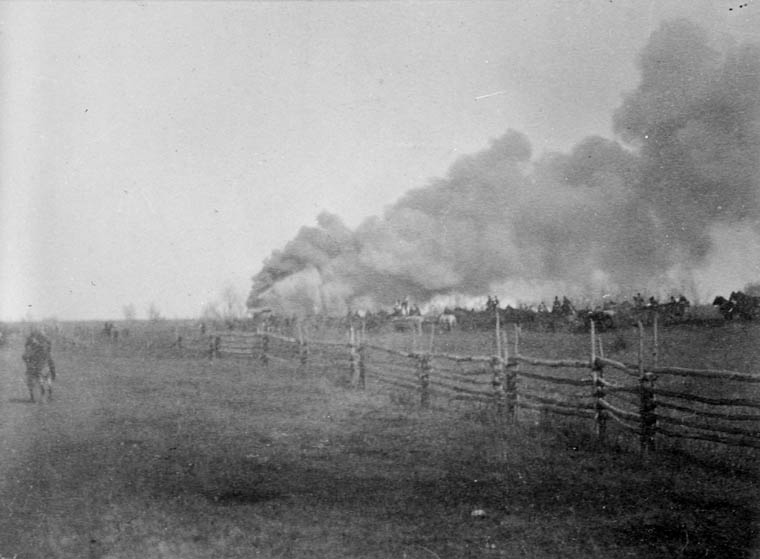
1885: Schlacht von Batoche

- 1885: Während der Nordwest-Rebellion in den kanadischen Nordwest-Territorien beginnt die entscheidende Schlacht von Batoche zwischen der North West Mounted Police unter Frederick Middleton und den Métis unter Louis Riel und Gabriel Dumont. Sie dauert bis zum 15. Mai.
- 1916: Der Gewerkschafter James Connolly ist einer der letzten, die als Anführer des Osteraufstandes in Irland im Kilmainham Gaol in Dublin hingerichtet werden. Die Erschießungen enden am Folgetag auf Grund des großen internationalen Drucks.

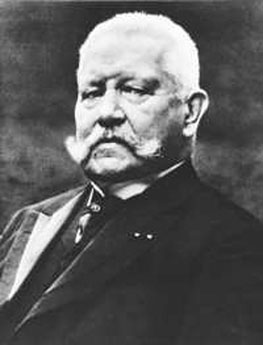
1925: Paul von Hindenburg

- 1925: Paul von Hindenburg wird zum zweiten Reichspräsidenten der Weimarer Republik vereidigt.

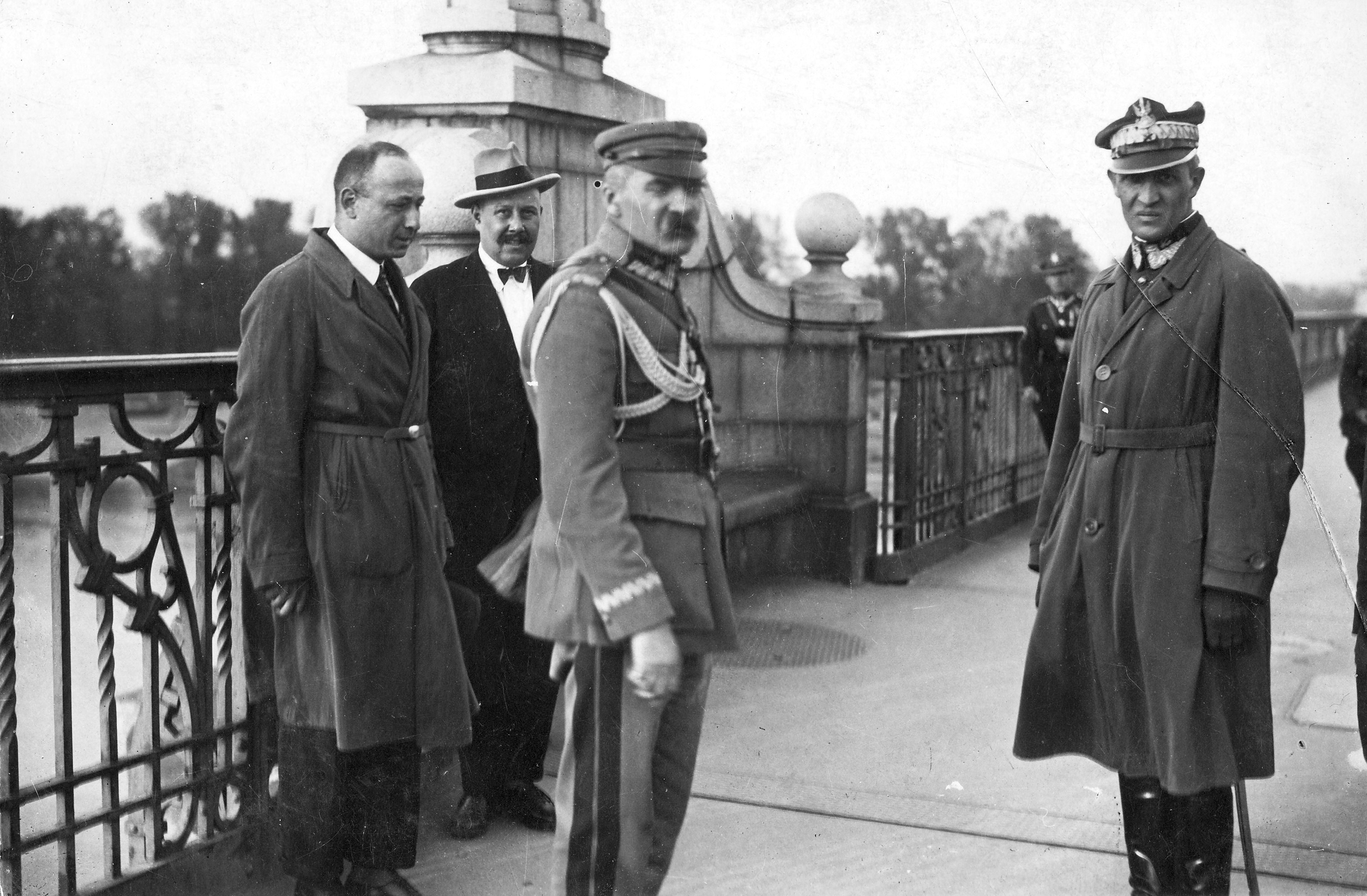
1926: Józef Piłsudski auf der Poniatowski-Brücke

- 1926: Mit der Besetzung der Warschauer Brücken durch die dortige Garnison beginnt in Polen der Maiputsch von Marschall Józef Piłsudski gegen Ministerpräsident Wincenty Witos. Ein Vermittlungsversuch von Staatspräsident Stanisław Wojciechowski scheitert. Die Kämpfe dauern bis zum 15. Mai.
- 1937: Nach der Abdankung seines Bruders Edward VIII. wegen der Affaire mit Wallis Simpson am 10. Dezember des Vorjahres wird George VI. zum König von Großbritannien und Nordirland gekrönt.
- 1940: Mit dem ersten Bombenangriff der Royal Air Force auf deutsche Städte mit 35 Bombern auf Mönchengladbach beginnt der Luftkrieg im Zweiten Weltkrieg auch in Deutschland.
- 1942: Während des Kriegs gegen die Sowjetunion im Zweiten Weltkrieg startet die Rote Armee eine Offensive gegen die von der deutschen Wehrmacht gehaltenen Stadt Charkow. Die Zweite Schlacht bei Charkow dauert bis zum 28. Mai.
- 1943: Dem viertägigen Massaker von Changjiao durch die Kaiserlich Japanische Armee im Zweiten Japanisch-Chinesischen Krieg fallen in der chinesischen Provinz Hunan etwa 30.000 Zivilisten zum Opfer.
- 1949: Die Sowjetunion beendet auf Basis des am 4. Mai geschlossenen Jessup-Malik-Abkommens die elfmonatige Blockade Berlins.
- 1949: Die drei westlichen Militärgouverneure in Deutschland verkünden förmlich das Besatzungsstatut, das am 21. September in Kraft treten wird. Es eröffnet der entstehenden Bundesrepublik Deutschland begrenzte Souveränität.
- 1958: Die Vereinigten Staaten und Kanada unterzeichnen als Reaktion auf den Sputnikschock im Kalten Krieg ein Abkommen zur Gründung des North American Aerospace Defense Command, einer gemeinsamen Einrichtung, die den Weltraum überwachen und vor Angriffen mit Interkontinentalraketen warnen soll.
- 1965: Die Bundesrepublik Deutschland und Israel nehmen diplomatische Beziehungen auf. Auslöser dafür ist der Staatsbesuch des DDR-Staatsratsvorsitzenden Walter Ulbricht vom 24. Februar bis 2. März in Ägypten.

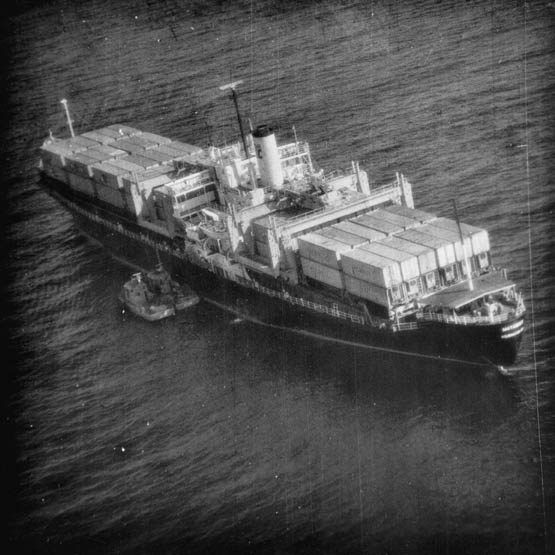
1975: Kambodschanische Patrouillenboote neben der Mayaguez

- 1975: Mit der Kaperung des US-Containerschiffs SS Mayaguez im Golf von Thailand etwa 60 Seemeilen vor der Küstenlinie Kambodschas durch die Roten Khmer beginnt der drei Tage dauernde Mayaguez-Zwischenfall.
- 1985: Bei der Landtagswahl in Nordrhein-Westfalen erringt die SPD unter Ministerpräsident Johannes Rau mit 52,1 % der Stimmen ein Rekordergebnis.

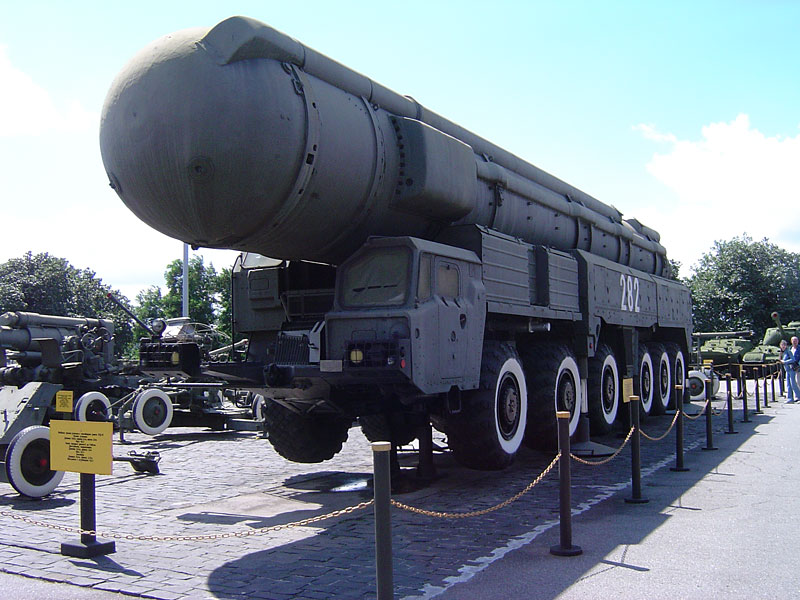
1991: Mobile Abschussrampe für SS-20-Raketen

- 1991: Die Sowjetunion zerstört in Erfüllung des INF-Abkommens die letzte ihrer Mittelstreckenraketen vom Typ SS-20.
- 1997: Mit der Unterzeichnung eines Friedensvertrages durch den russischen Präsidenten Boris Nikolajewitsch Jelzin und den tschetschenischen Präsidenten Aslan Alijewitsch Maschadow endet der Erste Tschetschenienkrieg. Der politische Status Tschetscheniens wird in dem Vertrag allerdings nicht geklärt.
- 1998: Das Landgericht Hamburg verkündet ein Urteil zur Haftung für Links im Internet, auf das in der Folge zahllose Website-Disclaimer Bezug nehmen.
- 1998: Nachdem es seit dem 6. Mai zu Grenzkonflikten zwischen Eritrea und Äthiopien gekommen ist, besetzt Eritrea das dort gelegene Yirga-Dreieck. Damit eskalieren die Zwischenfälle zum Eritrea-Äthiopien-Krieg um den von den europäischen Kolonialmächten in den 20er Jahren festgelegten Grenzverlauf.

2004: ENP-Staaten (grün)

- 2004: Die Europäische Kommission legt ein Strategiepapier zur Europäischen Nachbarschaftspolitik vor. Dabei soll Ländern ohne eine Beitrittsperspektive durch eine stärkere Anbindung an die Europäische Union Anreize zur Modernisierung ihrer Politik, Wirtschaft und Gesellschaft gegeben werden, um „einen Ring stabiler, befreundeter Staaten“ zu schaffen.

### Wirtschaft
- 1661: In Mainz wird eine Schiffsbrücke über den Rhein für den Verkehr freigegeben. Für das Überqueren des Flusses wird Brückenzoll verlangt.
- 1818: Königin Katharina gründet für das gesamte Königreich Württemberg die Württembergische Spar-Casse.
- 1847: In Paderborn gründet der gleichnamige Buchhändler den Verlag Ferdinand Schöningh.

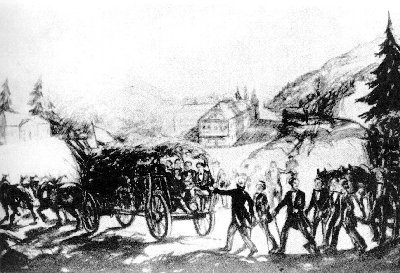
1856: Auf der Fahrt nach Alexisbad

- 1856: Mitglieder des Akademischen Vereins Hütte Berlin gründen auf einem Ausflug in Alexisbad im Harzgerode den Verein Deutscher Ingenieure (VDI).

### Wissenschaft und Technik

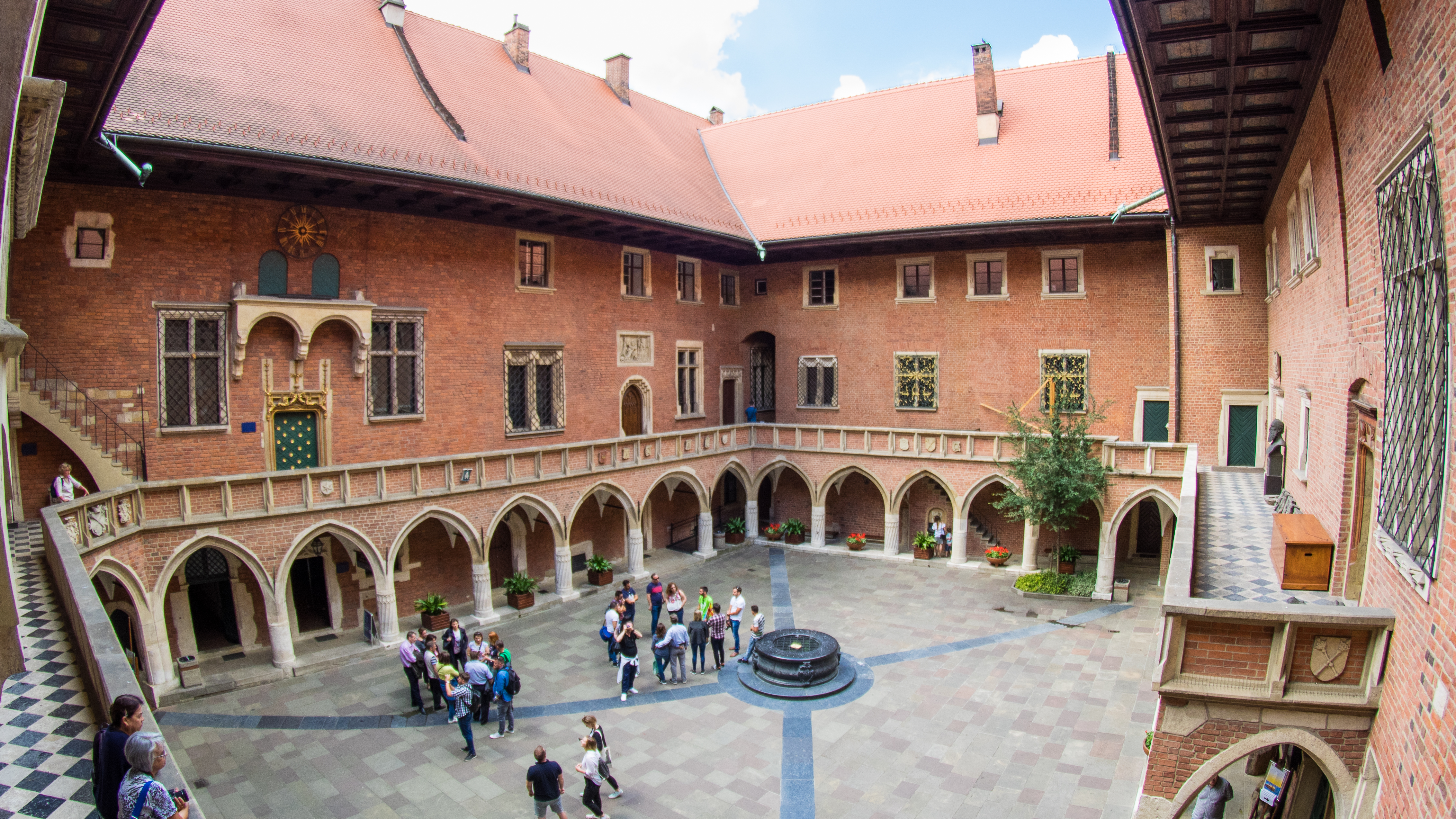
1364: Innenhof des Collegium Maius der Universität Krakau

- 1364: Die Universität Krakau wird nach päpstlicher Genehmigung gegründet. Der polnische König Kasimir III. errichtet damit die zweite Hochschule Mitteleuropas.
- 1551: Die Universidad Nacional Mayor de San Marcos in Lima wird auf Geheiß von Karl V. gegründet. Sie ist die älteste durchgehend existierende Universität auf dem amerikanischen Kontinent.
- 1827: Nach mehr als zwei Jahrzehnten Abwesenheit kehrt Alexander von Humboldt auf Drängen von König Friedrich Wilhelm III. nach Berlin zurück.
- 1912: Nach über zweijähriger Bauzeit hat die von Otto von Steinbeis aus eigenen Mitteln errichtete Wendelsteinbahn, eine elektrisch betriebene Zahnradbahn auf den Wendelstein in den bayrischen Alpen, ihre Jungfernfahrt.

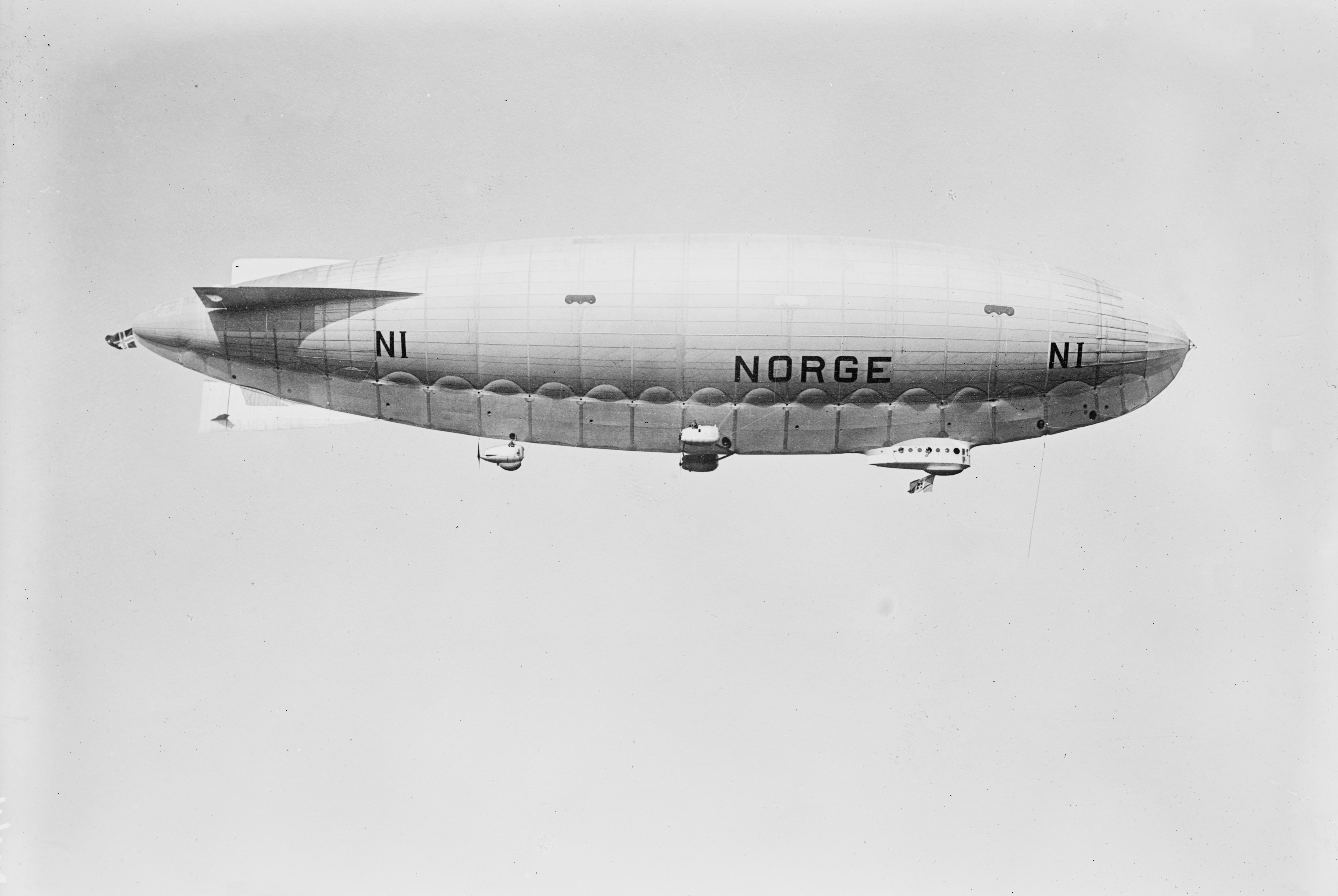
1926: Luftschiff Norge

- 1926: Der italienische Luftfahrtpionier Umberto Nobile überfliegt im Luftschiff Norge gemeinsam mit dem norwegischen Polarforscher Roald Amundsen und dem amerikanischen Millionär Lincoln Ellsworth den Nordpol, das erste gesicherte Erreichen des Nordpols.

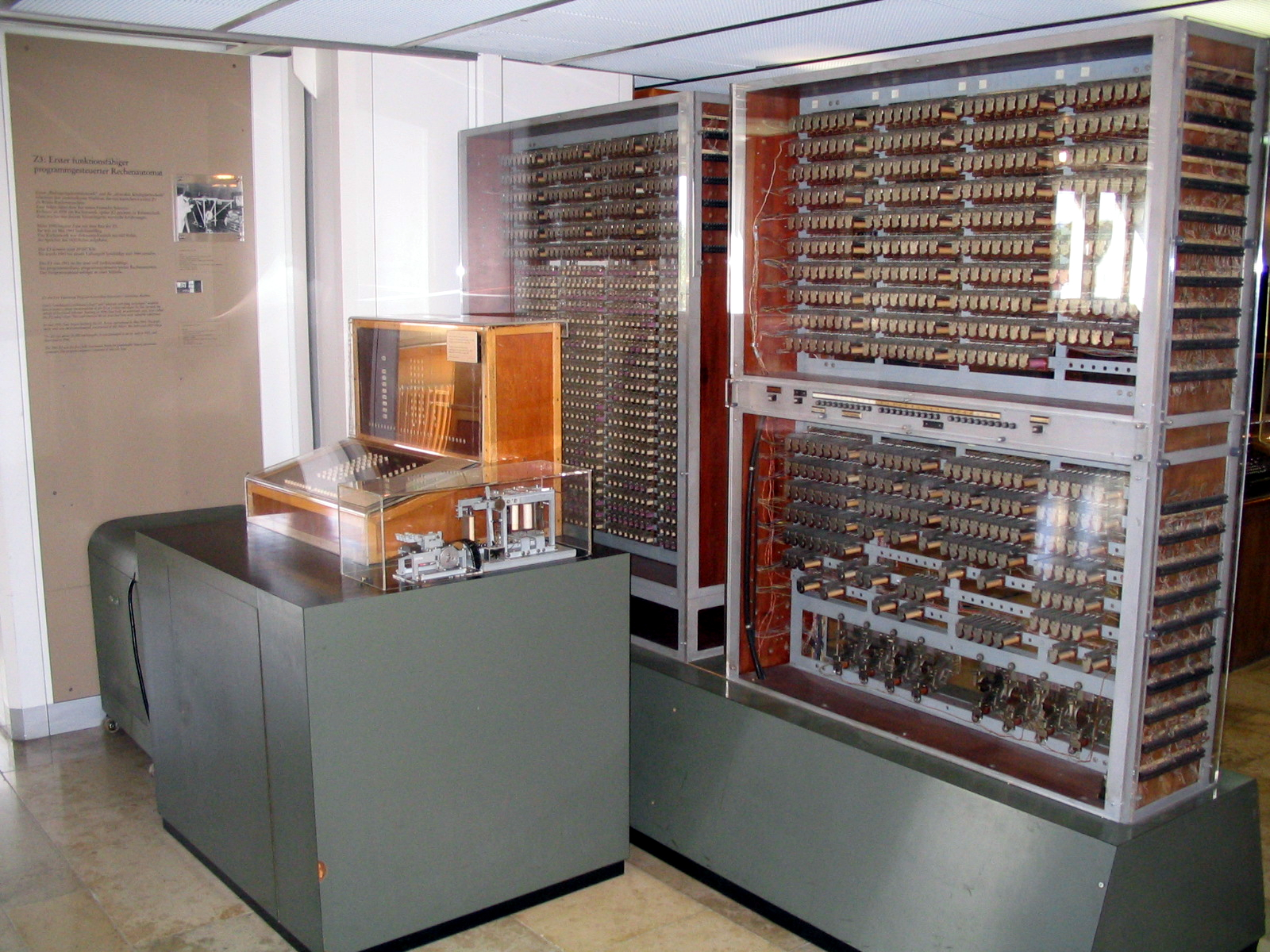
1941: Zuse Z3

- 1941: Der Berliner Erfinder Konrad Zuse stellt die von ihm in Zusammenarbeit mit Helmut Schreyer gebaute Rechenmaschine Z3 vor – den ersten voll funktionsfähigen programmgesteuerten Rechner.
- 1965: Als zweite sowjetische Mondsonde erreicht Luna 5 den Mond, stürzt dabei aber unkontrolliert ab.
- 1966: Im niedersächsischen Uetze stellt die Deutsche Bundespost den Betrieb der letzten Handvermittlungsstelle für innerdeutsche Gespräche ein.
- 2002: Eine der letzten russischen Buran-Raumfähren wird durch den Einsturz der Hallendecke des Hangars auf dem Raumbahnhof in Baikonur zerstört. Acht Mitglieder der Reparaturmannschaft kommen dabei ums Leben.
- 2010: Mit der Eröffnung der Einheitsbrücke über den Rovuma zwischen Tansania und Mosambik besteht erstmals eine direkte durchgehende Straßenverbindung entlang der gesamten ostafrikanischen Küste des Indischen Ozeans.

### Kultur

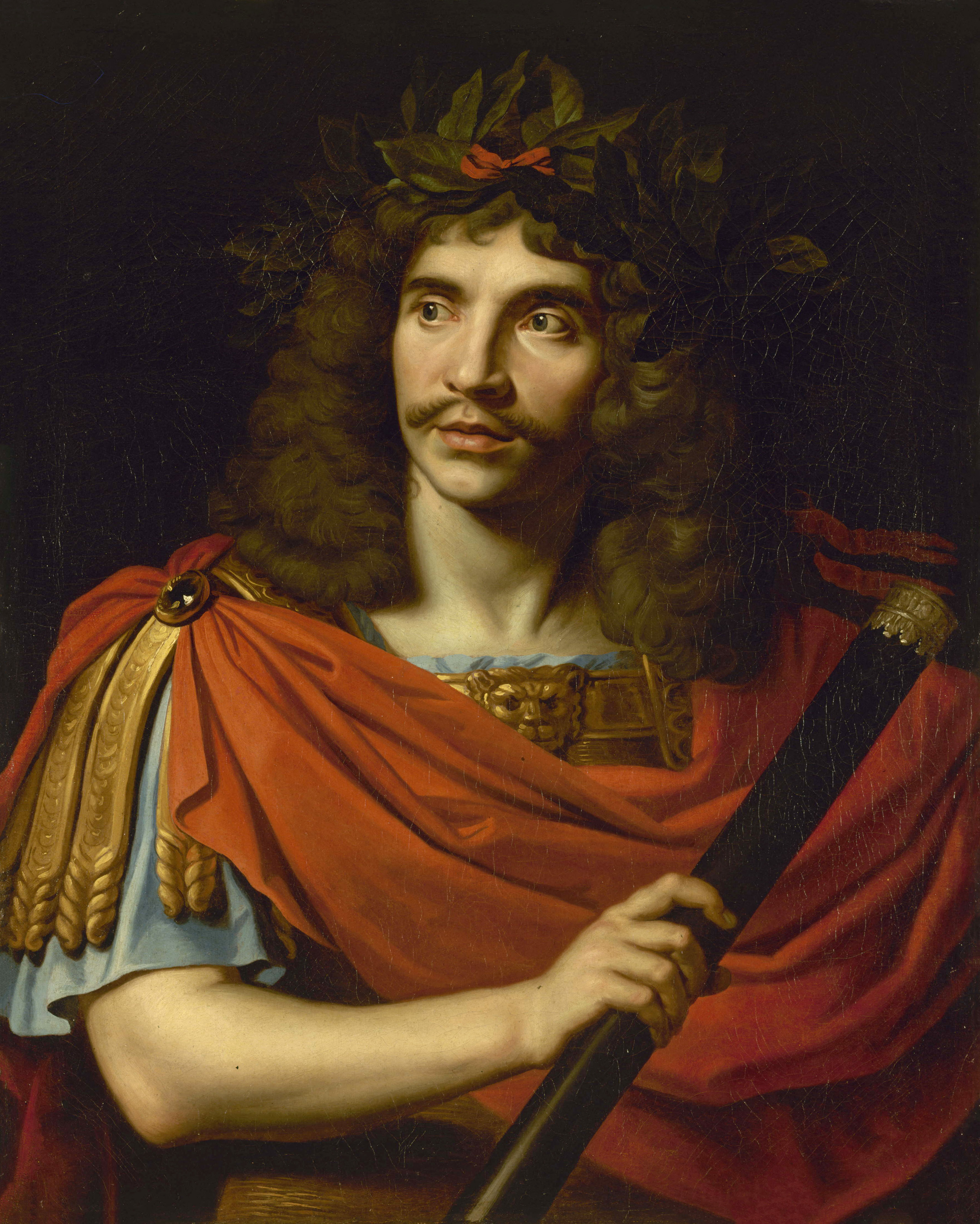
1664: Molière

- 1664: Tartuffe, eine Komödie in fünf Akten von Molière, hat in Versailles ihre Uraufführung. Diese erste Version löst auf Grund ihrer drastischen und revolutionären Kritik religiösen Heuchlertums einen Skandal aus, der zum Verbot des Stücks führt.
- 1832: Die komische Oper L’elisir d’amore von Gaetano Donizetti wird am Teatro della Canobbiana in Mailand uraufgeführt. Das Libretto stammt von Felice Romani nach Eugène Scribes Le philtre. Sie wird zu einer der meistaufgeführten Opern des Komponisten.
- 1922: Die Operette Frasquita von Franz Lehár mit dem Libretto von Alfred Maria Willner und Heinz Reichert hat ihre Uraufführung am Theater an der Wien in Wien.

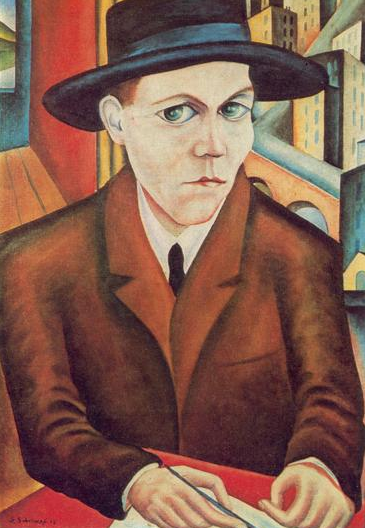
1933: Oskar Maria Graf

- 1933: Da die Werke von Oskar Maria Graf der Bücherverbrennung 1933 in Deutschland nicht zum Opfer fallen, sie im Gegenteil von den Nationalsozialisten sogar zur Lektüre empfohlen werden, veröffentlicht er in der Wiener Arbeiter-Zeitung die Forderung Verbrennt mich!
- 1938: An der Staatsoper Unter den Linden in Berlin wird die heitere Oper Schneider Wibbel von Mark Lothar mit dem Libretto von Hans Müller-Schlösser uraufgeführt.
- 2018: Die Sängerin Netta Barzilai gewinnt in Lissabon mit dem Titel Toy für Israel den Eurovision Song Contest.

### Gesellschaft
- 1191: Der englische König Richard Löwenherz und Berengaria von Navarra heiraten in Limassol auf Zypern. Der König begibt sich danach wieder auf den Dritten Kreuzzug.
- 1932: Charles Augustus Lindbergh III, der am 1. März entführte zweijährige Sohn von Charles und Anne Morrow Lindbergh, wird ermordet aufgefunden.
- 1971: Als erste Nachrichtensprecherin im deutschen Fernsehen liest Wibke Bruhns ab 22:15 Uhr die Heute-Spätnachrichten im ZDF.

### Religion
- 0254: Stephan I. wird als Nachfolger des verstorbenen Lucius I. Bischof von Rom.
- 1328: Das Volk in Rom wählt auf Betreiben Kaiser Ludwigs des Bayern den Franziskaner Pietro Rainalducci als Nikolaus V. zum Gegenpapst des in Avignon residierenden Johannes XXII.

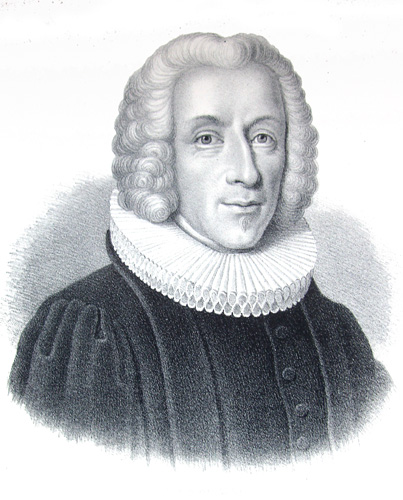
1721: Hans Egede

- 1721: Der norwegische Pfarrer Hans Egede bricht mit seiner Familie mit einem Schiff nach Grönland auf, um dort von ihm vermutete Wikinger zu missionieren. Er trifft stattdessen am 3. Juli auf die Inuit und wird zum „Apostel der Grönländer“.
- 1982: Der Priester und radikale Reformgegner Juan María Fernández y Krohn attackiert Papst Johannes Paul II. im portugiesischen Wallfahrtsort Fátima mit einem Bajonett. Der Pontifex wird nur leicht verletzt und Sicherheitskräfte nehmen den Attentäter fest.

### Katastrophen

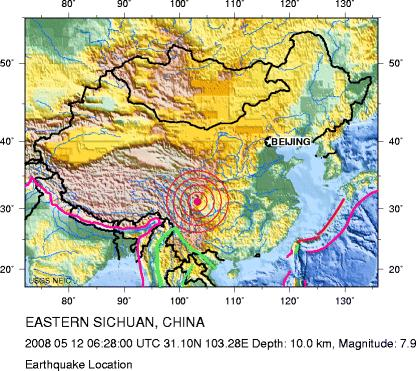
2008: Lage des Erdbebens

- 2008: Bei einem schweren Erdbeben in Sichuan im Süden der Volksrepublik China mit einer Magnitude von 7,9 auf der Momenten-Magnituden-Skala sterben fast 70.000 Menschen. 5,6 Millionen werden obdachlos.
- 2010: Auf dem Afriqiyah-Airways-Flug 771 schlägt ein Airbus A330 bei schlechten Sichtbedingungen während eines Durchstartmanövers vor der Landebahn des Tripoli International Airports auf. Laut amtlichen Angaben kommen 103 Menschen ums Leben.

Kleinere Unglücksfälle sind in den Unterartikeln von Katastrophe und in der Liste von Katastrophen aufgeführt.

### Sport
- 1890: Mit dem Spiel Gloucestershire vs. Yorkshire in Bristol beginnt das erste offizielle County-Championship-Spiel um die englische Cricket-Meisterschaft. Yorkshire gewinnt das Cricket-Match mit 8/  Wickets.

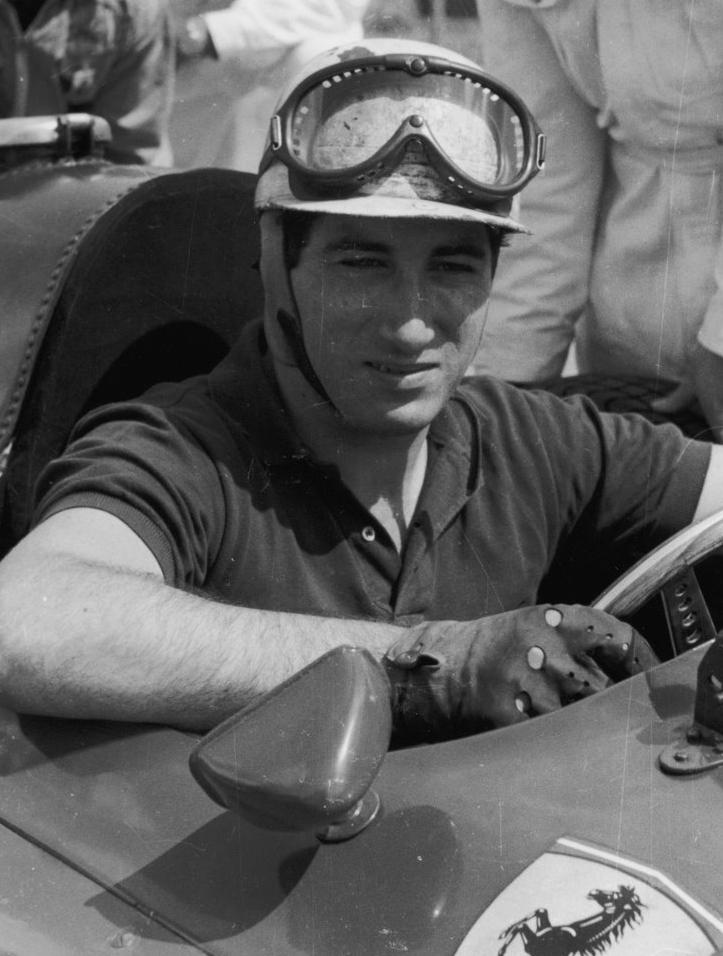
1957: Alfonso de Portago

- 1957: Bei der Mille Miglia kommt es zu einem folgenschweren Unfall: Neben dem spanischen Rennfahrer Alfonso de Portago und seinem Beifahrer Edmund Nelson kommen zehn Zuschauer, darunter fünf Kinder, ums Leben. Der Unfall führt zur Einstellung des traditionsreichen Autorennens.
- 1976: Der FC Bayern München gewinnt nach einem 1:0-Sieg über die AS Saint-Étienne zum dritten Mal in Folge den Fußball-Europapokal der Landesmeister.

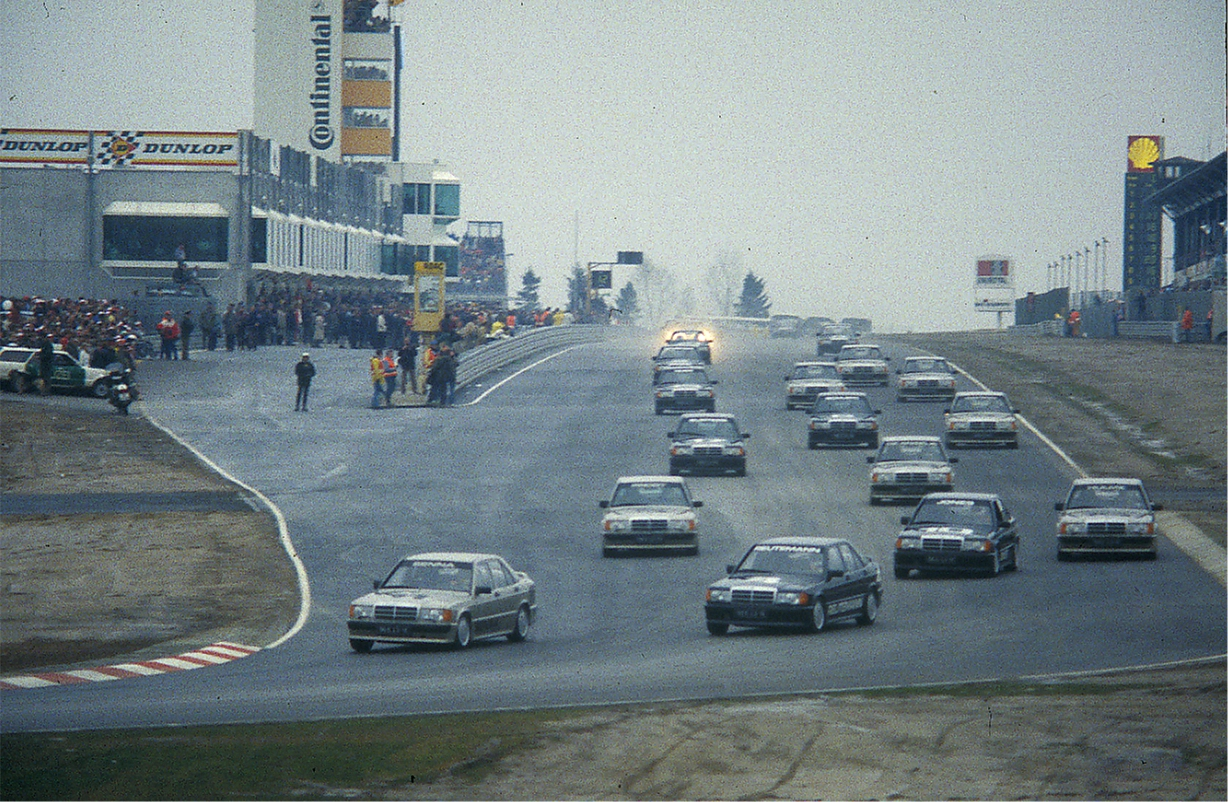
1984: Neueröffnung des Nürburgrings

- 1984: Die neue Grand-Prix-Strecke auf dem Nürburgring wird eröffnet. Das erste auf der neuen Strecke ausgetragene Rennen ist ein Tourenwagen-Schaurennen, bei dem unter anderem die Formel-1-Weltmeister Keke Rosberg und Niki Lauda antreten. Sieger wird Ayrton Senna.
- 2012: Erstmals gewinnt Borussia Dortmund das Double aus Meisterschaft und dem DFB-Pokal. Bei dem 5:2 gegen den FC Bayern München hat Robert Lewandowski drei Tore geschossen.
- 2018: Trotz eines Sieges am letzten Spieltag steigt der Hamburger SV erstmals und als letztes Bundesliga-Gründungsmitglied nach 55 Spielzeiten Ligazugehörigkeit aus der Fußball-Bundesliga ab.

Einträge von Leichtathletik-Weltrekorden befinden sich unter der jeweiligen Disziplin unter Leichtathletik.

## Geboren

### Vor dem 18. Jahrhundert
- 1010: Song Renzong, vierter Kaiser Chinas aus der Song-Dynastie
- 1160: Ibn al-Athīr, muslimischer Historiker des Hochmittelalters
- 1325: Ruprecht II., Kurfürst von der Pfalz
- 1330: Wilhelm I., Graf von Holland, Seeland und Hennegau
- 1401: Shōkō, 101. Kaiser von Japan
- 1471: Dorothea von Brandenburg, Äbtissin im Klarissenkloster Bamberg
- 1479: Pompeo Colonna, Kardinal
- 1496: Gustav I. Vasa, König von Schweden
- 1515: Christoph von Württemberg, Herzog von Württemberg
- 1529: Sabina von Brandenburg-Ansbach, Kurfürstin von Brandenburg
- 1551: Kanō Sōshū, japanischer Maler
- 1573: Henri de Bourbon, Herzog von Montpensier, französischer Heerführer
- 1590: Cosimo II. de’ Medici, Großherzog von Toskana

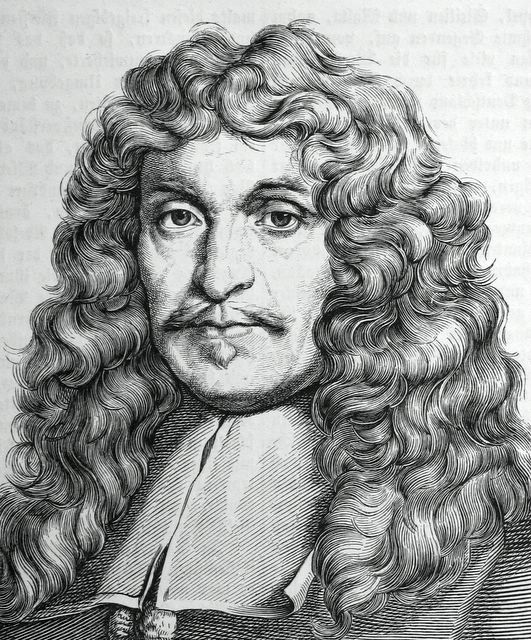
Joachim von Sandrart (* 1606)

- 1606: Joachim von Sandrart, deutscher Maler, Kupferstecher und Kunsthistoriker (Teutsche Academie der Bau-, Bild- und Mahlerey-Künste)
- 1622: Louis de Buade, französischer Kolonialbeamter und Gouverneur von Neufrankreich
- 1626: Louis Hennepin, französischer Missionar und Entdecker
- 1649: Giovanni Alberto Badoer, Patriarch von Venedig und Bischof von Brescia
- 1652: Conrad Max Süßner, deutscher Bildhauer
- 1670: August II., Kurfürst von Sachsen, König von Polen
- 1671: Erdmann Neumeister, deutscher Kirchenliederdichter, Poetiker und Theologe
- 1684: Philipp Otto von Grumbkow, preußischer Staatsmann
- 1688: Johann Andreas Rothe, deutscher Pfarrer und Liederdichter
- 1700: Luigi Vanvitelli, italienischer Architekt

### 18. Jahrhundert
- 1703: Joseph-Nicolas-Pancrace Royer, französischer Komponist, Cembalist und Sänger
- 1706: François Boissier de Sauvages de Lacroix, französischer Arzt und Botaniker
- 1707: Jean-Baptiste Barrière, französischer Cellist und Komponist

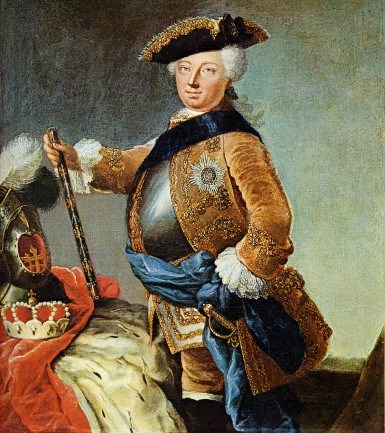
Karl Wilhelm Friedrich (* 1712)

- 1712: Karl Wilhelm Friedrich, Markgraf von Brandenburg-Ansbach
- 1714: Sophie Charlotte Ackermann, deutsche Schauspielerin
- 1714: Johan Daniel Berlin, dänisch-norwegischer Komponist und Organist
- 1725: Louis-Philippe I. de Bourbon, Herzog von Orléans
- 1729: Michael von Melas, österreichischer General
- 1732: Carl Friedrich Gerstlacher, deutscher Jurist, Publizist, Universitätsprofessor und Beamter
- 1738: Friedrich Konrad Lange, deutsch-dänischer evangelischer Geistlicher und Pädagoge
- 1739: Johann Baptist Vanhal, böhmischer Komponist
- 1742: Karl Heinrich Geisler, deutscher Rechtswissenschaftler
- 1745: Jens Juel, dänischer Maler
- 1749: Caroline von Uechtritz, deutsche Adelige und Autorin
- 1754: Franz Anton Hoffmeister, deutscher Komponist
- 1755: Giovanni Battista Viotti, italienischer Violinist und Komponist, gilt als einer der Väter der modernen Violintechnik
- 1756: Maria Amoretti, italienische Juristin
- 1767: Manuel de Godoy, spanischer Politiker

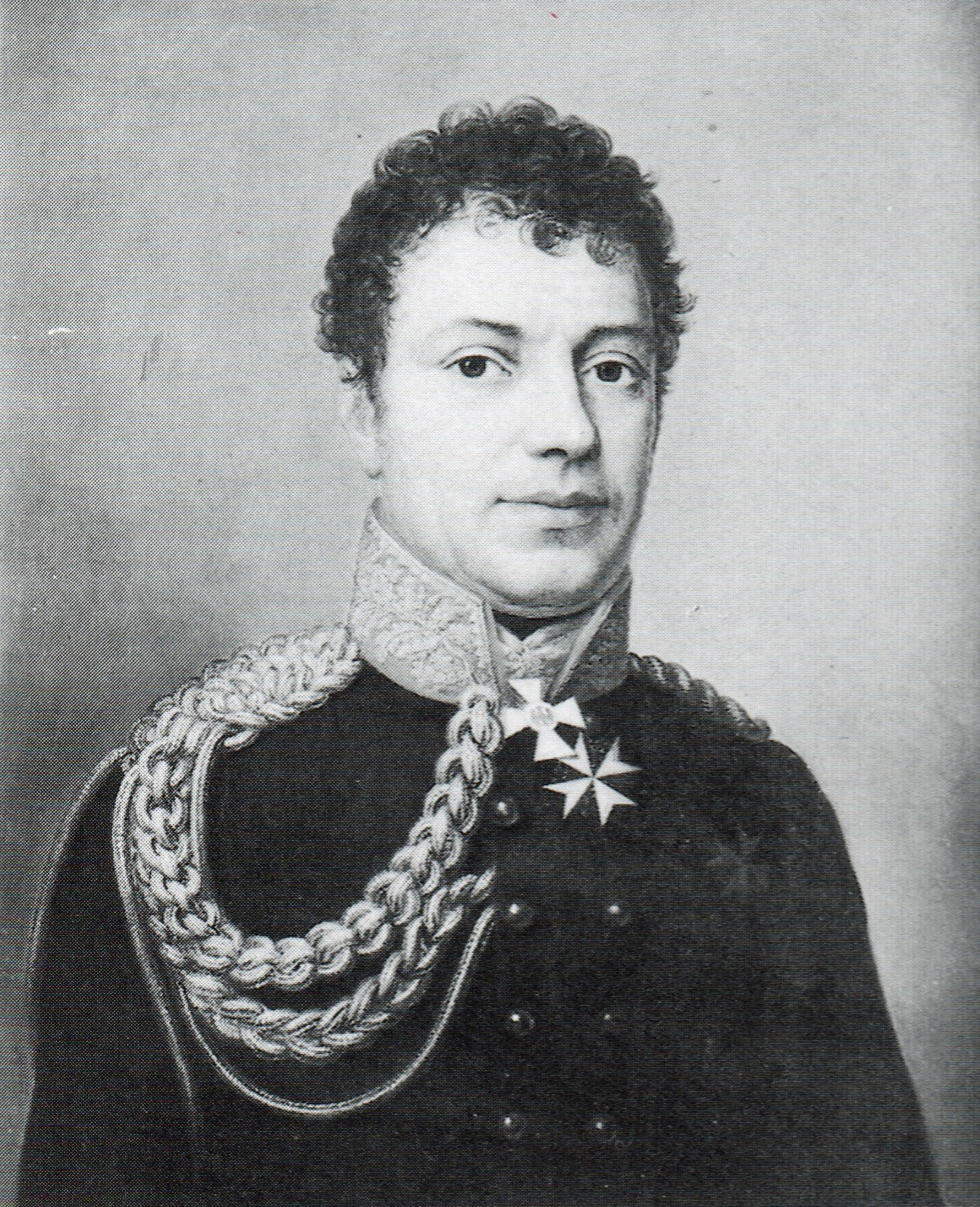
Heinrich Menu von Minutoli (* 1772)

- 1772: Heinrich Menu von Minutoli, Schweizer Entdecker und Altertumsforscher
- 1774: Friederike von Reden, deutsche Pietistin, genannt Mutter des Hirschberger Tales, Gattin von Friedrich Wilhelm von Reden
- 1778: Johann August Zeune, deutscher Pädagoge, Geograph und Germanist
- 1779: Giambattista Torricelli, Schweizer römisch-katholischer Geistlicher und Schriftsteller
- 1783: Caspar von Geismar, deutscher Adliger, kaiserlich-russischer General-Adjutant des Zaren
- 1794: George Cathcart, britischer General
- 1797: Johann Hermann Kufferath, deutscher Komponist
- 1798: Cornelis Adriaan Bergsma, niederländischer Chemiker, Botaniker und Agrarwissenschaftler
- 1798: Joseph Burkart, deutscher Bergrat und Forschungsreisender
- 1799: Ferdinand Fellner, deutscher Maler
- 1800: Jean-Félix Adolphe Gambart, französischer Astronom

### 19. Jahrhundert

#### 1801–1850
- 1801: Wilhelm Helmkampf, deutscher Rechtsanwalt und Politiker
- 1801: Julius Sillig, deutscher Klassischer Philologe und Gymnasiallehrer
- 1802: Jean Baptiste Henri Lacordaire, französischer Dominikaner, Prediger und Theologe

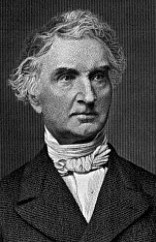
Justus von Liebig (* 1803)

- 1803: Justus von Liebig, deutscher Chemiker
- 1803: Alexandre Montfort, französischer Komponist
- 1804: Robert Baldwin, kanadischer Anwalt und Politiker
- 1805: Jan Nepomucen Bobrowicz, polnischer Komponist, Gitarrenvirtuose und Verleger
- 1805: Alexander Cosmar, deutscher Schriftsteller, Herausgeber, Buchhändler und Verleger
- 1805: Julius Fürst, deutscher Orientalist
- 1805: Hans Rudolph Hermann, deutsch-russischer Chemiker und Mineraloge
- 1806: Georg Adolf Erman, deutscher Physiker
- 1809: Gottschalk Eduard Guhrauer, deutscher Literaturhistoriker
- 1809: Robert Charles Winthrop, US-amerikanischer Politiker, Mitglied und Sprecher des Repräsentantenhauses, Senator
- 1812: Hermann Martin Asmuss, deutscher Zoologe und Paläontologe
- 1812: Peter Hansborough Bell, US-amerikanischer Geschäftsmann und Offizier, Gouverneur von Texas, Mitglied des Repräsentantenhauses
- 1812: Edward Lear, britischer Maler, Illustrator und Schriftsteller
- 1812: Lorenzo Nina, italienischer Geistlicher, Kardinal, Kardinalstaatssekretär
- 1815: Louis Jules Trochu, französischer General, Präsident des Nationalen Verteidigungsrates
- 1817: Rudolf Reichenau, deutscher Schriftsteller
- 1817: Edmund Heusinger von Waldegg, deutscher Maschinenbau-Ingenieur und Eisenbahnpionier
- 1820: Josef Mánes, tschechischer Maler und Vertreter der Romantik

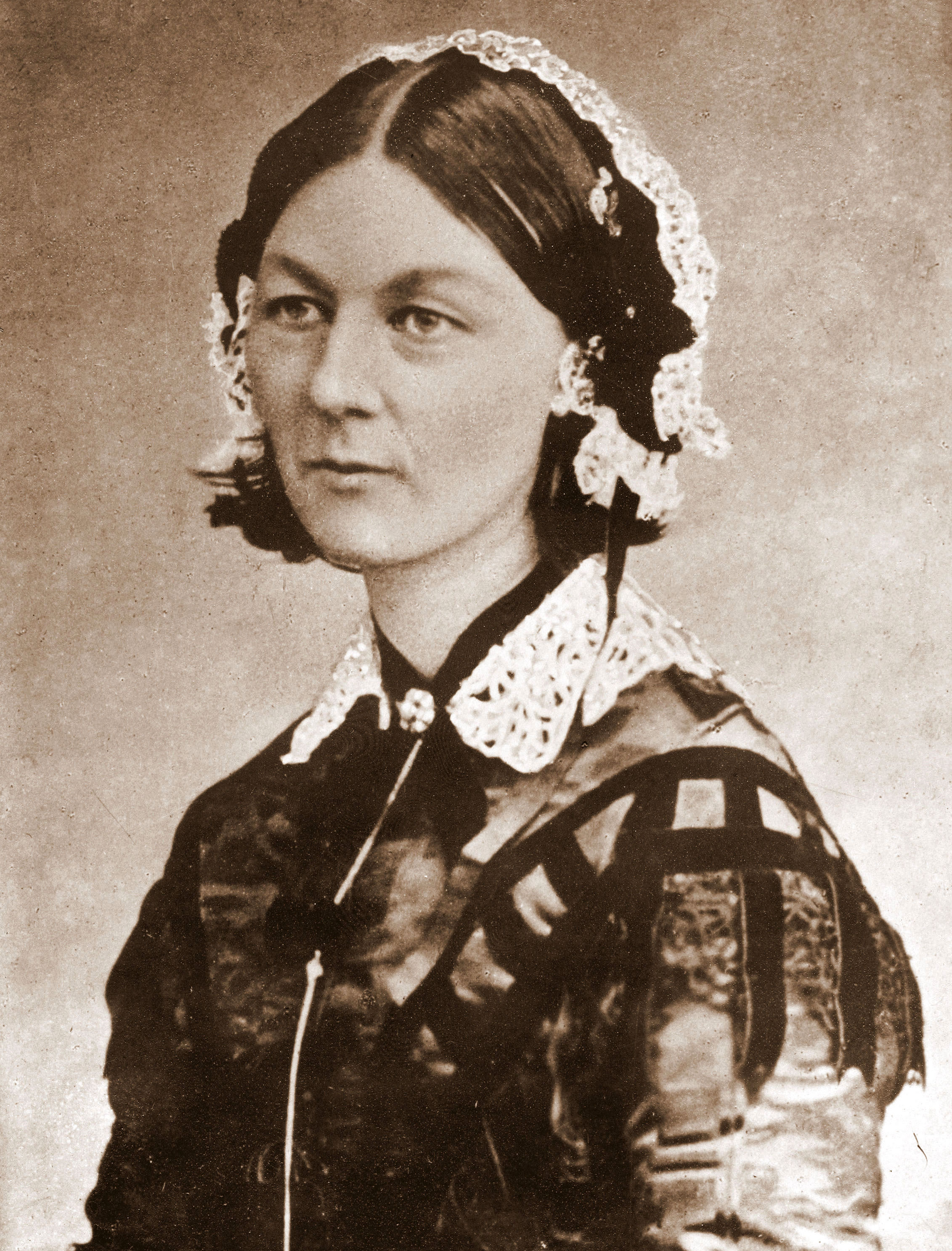
Florence Nightingale (* 1820)

- 1820: Florence Nightingale, britische Krankenpflegerin, Pionierin der modernen Krankenpflege, Reformerin des britischen Sanitäts- und Gesundheitswesens
- 1821: Bernhard Kothe, deutscher Komponist, Kirchenmusiker, Musikhistoriker und -pädagoge
- 1823: John Russell Hind, britischer Astronom
- 1823: Max Huttler, deutscher Geistlicher und Verleger, MdL
- 1828: Dante Gabriel Rossetti, britischer Maler
- 1830: Jean Conte, französischer Komponist
- 1834: Conrad Cramer-Frey, Schweizer Unternehmer und Politiker
- 1835: Michail Nikolajewitsch Annenkow, russischer General
- 1842: Jules Massenet, französischer Opernkomponist

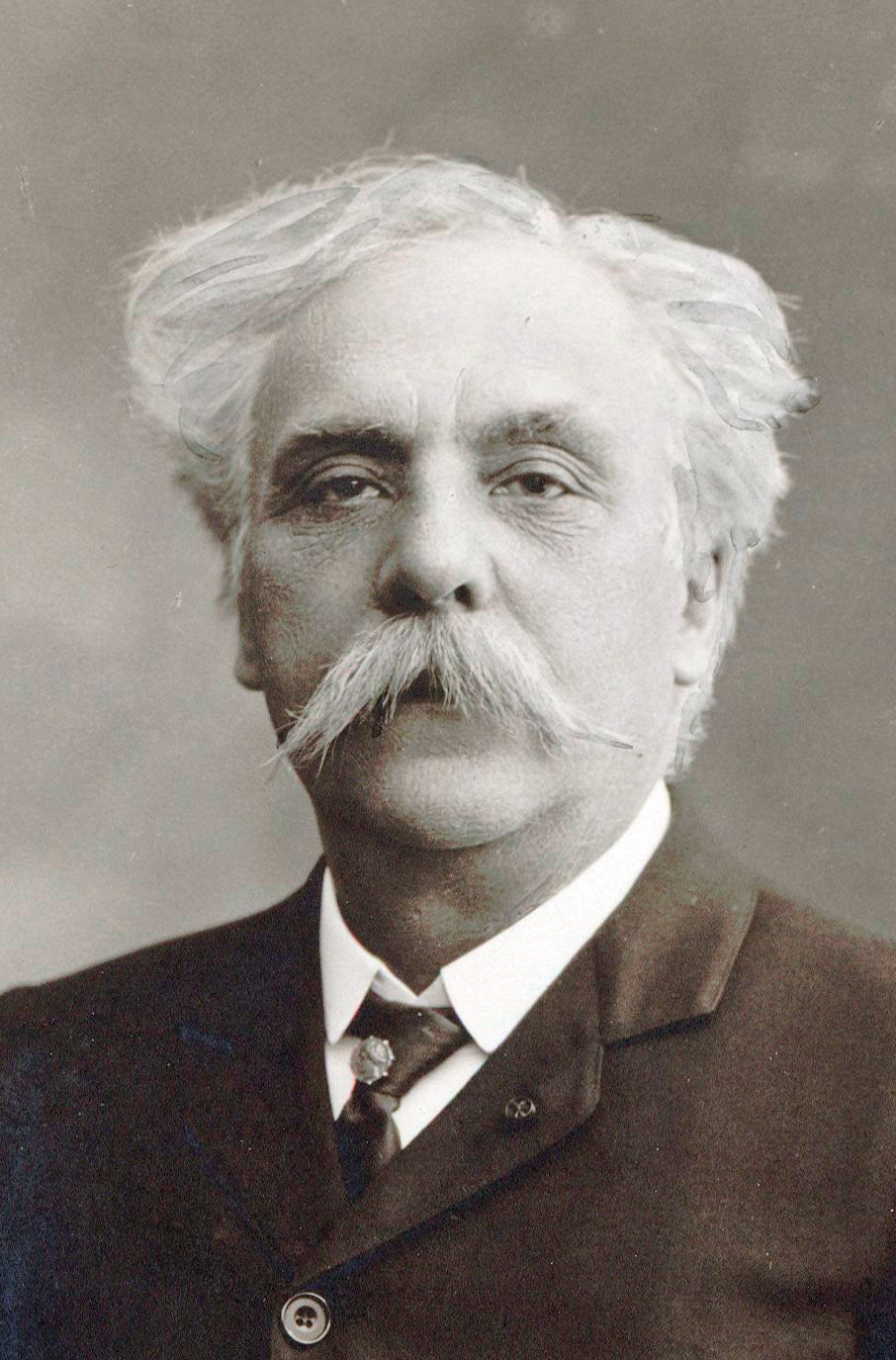
Gabriel Fauré (* 1845)

- 1845: Gabriel Fauré, französischer Komponist
- 1848: Louis Stahl, deutscher Architekt
- 1849: Georg Wellstein, deutscher Jurist und Politiker, MdL, MdR
- 1850: Robert Binswanger, Schweizer Psychiater

#### 1851–1900
- 1851: Samuel Dickstein, polnischer Mathematiker
- 1851: Joseph Toole, US-amerikanischer Politiker, Gouverneur von Montana
- 1853: Adam Karrillon, deutscher Arzt und Schriftsteller
- 1854: Max Bernstein, deutscher Jurist, Kritiker und Dramatiker
- 1856: Josef Neumann, deutscher Geistlicher und Pionier der Abstinenzbewegung

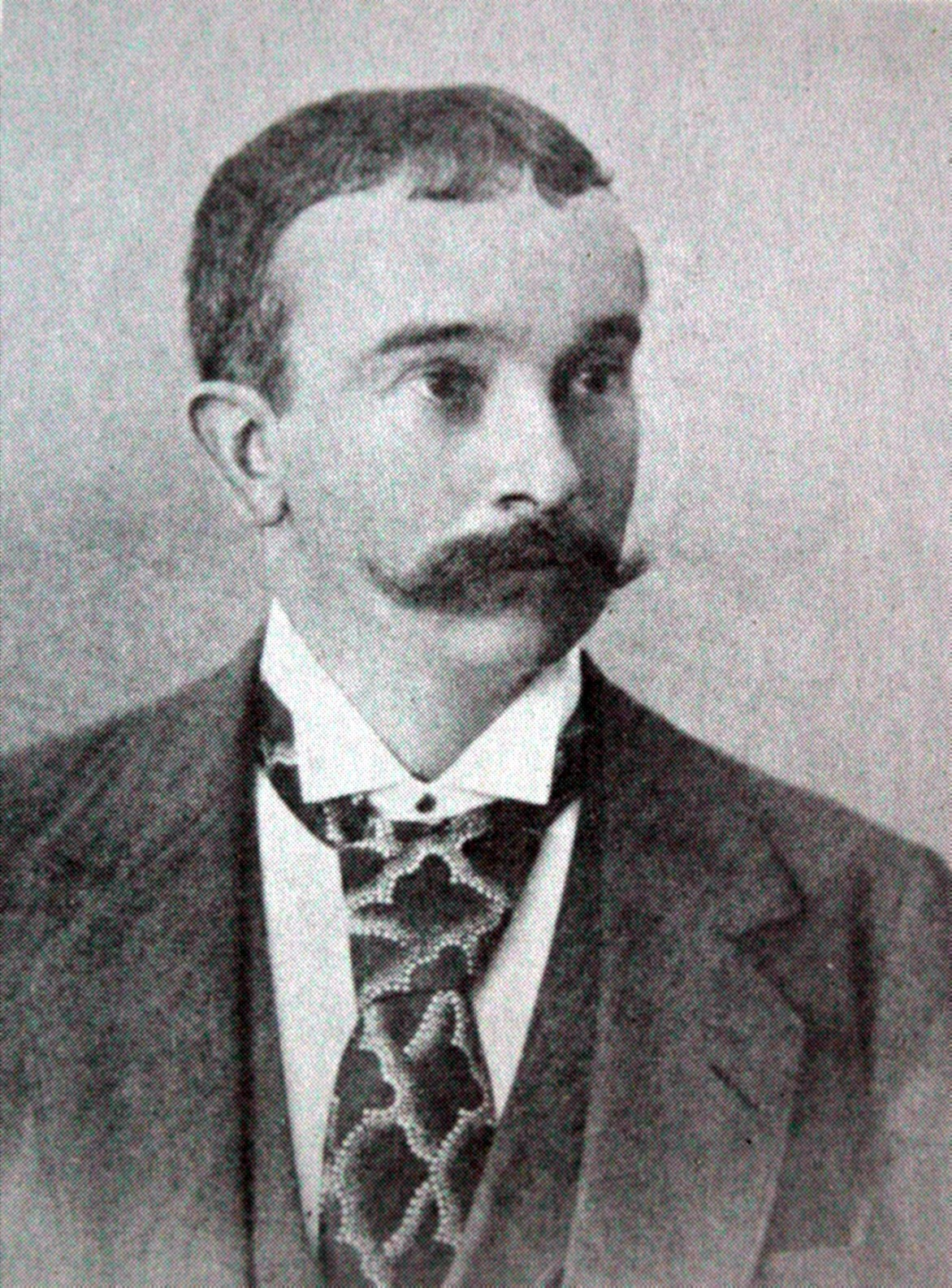
Andreas Franz Wilhelm Schimper (* 1856)

- 1856: Andreas Franz Wilhelm Schimper, deutscher Botaniker
- 1857: Oskar Bolza, deutscher Mathematiker
- 1859: Rudolf von Bennigsen, deutscher Kolonialbeamter, Gouverneur von Deutsch-Neuguinea
- 1861: Hugo von François, deutscher Offizier
- 1862: Oskar Freiwirth-Lützow, deutscher Künstler
- 1862: Johannes Poggenburg, deutscher römisch-katholischer Bischof von Münster
- 1863: Charles Bordes, französischer Komponist und Musikpädagoge
- 1864: Cäsar Flaischlen, deutscher Lyriker und Mundartdichter
- 1865: Sofia Okunewska, erste Ärztin der Ukraine
- 1866: Gustav Adolf von Götzen, deutscher Offizier und Afrikaforscher
- 1868: Al Shean, deutsch-US-amerikanischer Komödiant
- 1868: Myrtle Corbin, US-amerikanische Sideshow-Darstellerin
- 1869: Carl Schuhmann, deutscher Sportler, Olympiasieger
- 1870: Guido von Gillhaußen, deutscher Offizier und Kriegspoet
- 1872: Ede Telcs, ungarischer Bildhauer und Medailleur
- 1875: Hans Richard Heinmann, deutscher Maler und Grafiker des sächsischen Osterzgebirges

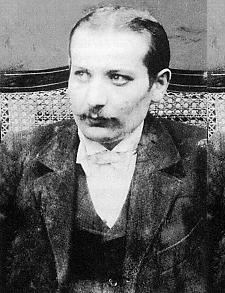
Mathias Kneißl (* 1875)

- 1875: Mathias Kneißl, bayerischer Räuber
- 1877: Johannes Stelling, deutscher Reichstagsabgeordneter, NS-Opfer
- 1878: Martha Abicht, deutsche Kindergärtnerin
- 1878: Massimo Bontempelli, italienischer Schriftsteller
- 1878: Julius Graumann, deutscher Maler
- 1878: Ernst Thrasolt, deutscher römisch-katholischer Priester
- 1880: Lincoln Ellsworth, US-amerikanischer Polarforscher
- 1881: Achmed Abdullah, US-amerikanischer Drehbuchautor und Schriftsteller russischer Abstammung
- 1882: Ludovic Lamothe, haitianischer Pianist und Komponist
- 1882: Franz Ruttner, deutscher Limnologe
- 1883: Fredrik Böök, schwedischer Literaturprofessor, Kritiker und Schriftsteller
- 1883: Auguste Castille, französischer Turner
- 1884: Josef Brönner, deutscher Politiker
- 1885: Charles Dullin, französischer Schauspieler, Regisseur und Theaterleiter
- 1885: Mushanokōji Saneatsu, japanischer Schriftsteller und Maler
- 1885: Mario Sironi, italienischer Maler
- 1886: Hermann Grabner, österreichischer Komponist
- 1887: Jean-Charles Roman d’Amat, französischer Archivar und Paläograf
- 1887: Johan Wichers, deutscher Komponist
- 1888: Egmont Colerus, österreichischer Schriftsteller
- 1888: Theodor Reik, österreichisch-amerikanischer Psychoanalytiker
- 1888: Fritz Schäffer, deutscher Bundesfinanzminister
- 1889: Otto Frank, deutscher Kaufmann, Vater von Anne Frank
- 1889: Abelardo L. Rodríguez, mexikanischer Staatspräsident
- 1889: Mildred Sanderson, US-amerikanische Mathematikerin
- 1889: Hans Wegmann, Schweizer evangelischer Geistlicher
- 1890: Kurt Student, deutscher Luftwaffenoffizier
- 1890ː Assja Turgenieff, russisch-schweizerische Grafikerin, Glaskünstlerin, Eurythmistin und Anthroposophin
- 1891: Johannes Paul, deutscher Historiker

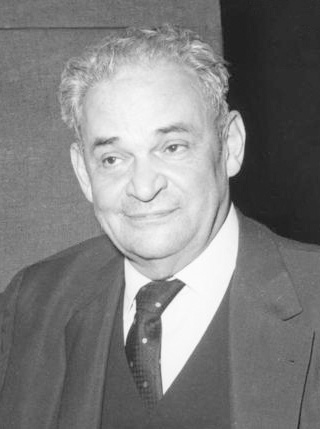
Fritz Kortner (* 1892)

- 1892: Fritz Kortner, deutscher Schauspieler und Theaterregisseur
- 1892: William Preston Lane, US-amerikanischer Politiker, Gouverneur von Maryland
- 1893: Otto Kühne, deutscher Politiker, Gewerkschaftsfunktionär und Widerstandskämpfer
- 1895: William Francis Giauque, US-amerikanischer Chemiker
- 1895: Jiddu Krishnamurti, indischer Philosoph, Autor, Theosoph und spiritueller Lehrer
- 1896: Heinrich Acker, deutscher Politiker
- 1896: Erich Correns, deutscher Chemiker und Politiker
- 1897: Joe Little Twig, US-amerikanischer American-Football-Spieler und Polizist
- 1899: Maurice Carême, belgischer Schriftsteller
- 1900: Karl von Appen, deutscher Bühnenbildner
- 1900: Helene Weigel, deutsche Schauspielerin und Intendantin des Berliner Ensemble, Ehefrau Bertolt Brechts

### 20. Jahrhundert

#### 1901–1925
- 1902: Gheorghe Ghyka Cantacuzene, rumänischer Automobilrennfahrer
- 1902: Heinrich Kirchner, deutscher Bildhauer
- 1903: Wilfrid Hyde-White, britischer Schauspieler
- 1903: Kusano Shinpei, japanischer Lyriker
- 1903: Detlef Struve, deutscher Politiker, MdB
- 1903: Lennox Berkeley, britischer Komponist
- 1905: Artur Becker, deutscher Widerstandskämpfer gegen den Nationalsozialismus
- 1905: Herbert Busemann, US-amerikanischer Mathematiker
- 1906: Maurice Ewing, US-amerikanischer Physiker
- 1906: Hans Ils, deutscher Politiker, Widerstandskämpfer gegen den Nationalsozialismus, MdB
- 1906: Aurel von Milloss, ungarisch-italienischer Tänzer, Choreograf und Ballettdirektor
- 1907: Erich Benecke, deutscher Pathologe und Hochschullehrer
- 1907: Leslie Charteris, US-amerikanischer Schriftsteller
- 1907: Katharine Hepburn, US-amerikanische Schauspielerin
- 1908: Alejandro Scopelli, argentinisch-italienischer Fußballspieler und -trainer

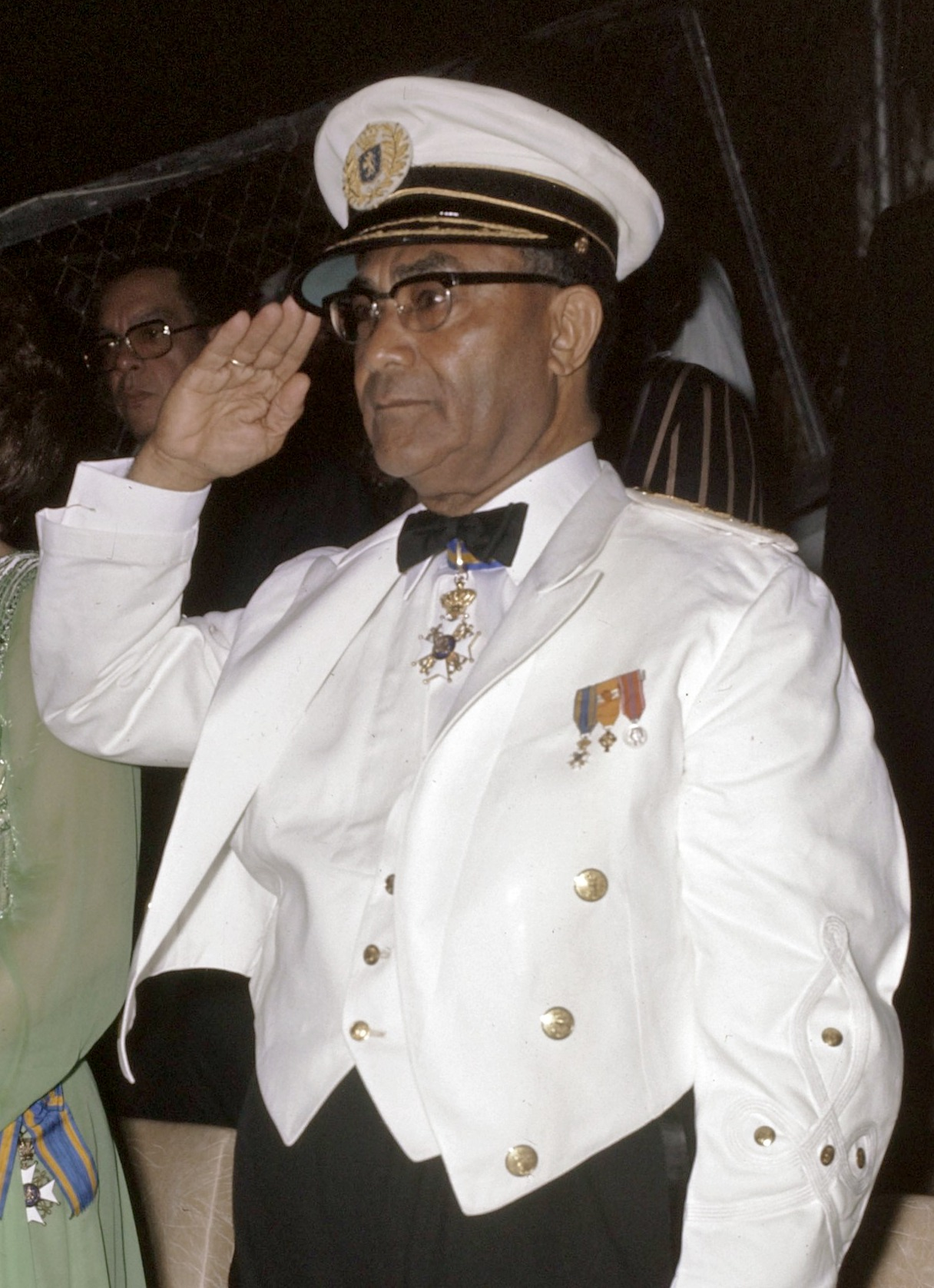
Johan Ferrier (* 1910)

- 1910: Johan Ferrier, surinamischer Politiker, Staatspräsident
- 1910: Dorothy Crowfoot Hodgkin, britische Biochemikerin, Nobelpreisträgerin
- 1910: Gordon Jenkins, US-amerikanischer Musiker
- 1911: Paul Haletzki, deutscher Kapellmeister und Komponist
- 1911: Wilhelm Leichum, deutscher Leichtathlet, Olympiamedaillengewinner
- 1912: Archibald Cox, US-amerikanischer Jurist, Sonderermittler in der Watergate-Affäre
- 1913: Igor Sacharowitsch Bondarewski, sowjetischer Schachspieler
- 1913: Thorley Walters, britischer Schauspieler
- 1914: Bertus Aafjes, niederländischer Schriftsteller
- 1914ː Lisbeth Sachs, Schweizer Architektin
- 1915: Frère Roger, Schweizer Theologe, Gründer des ökumenischen Männerordens von Taizé
- 1917: Rika Unger, deutsche Bildhauerin
- 1918: Alfred Bickel, Schweizer Fußballspieler und -trainer
- 1919: Gerald Bales, kanadischer Organist, Pianist, Komponist, Chorleiter und Musikpädagoge
- 1920: Irena Anders, polnische Bühnenschauspielerin und Sängerin
- 1920: Felix Anschütz, deutscher Internist, Kardiologe und Hochschullehrer
- 1920: Vilém Flusser, tschechoslowakischer Medienphilosoph und Kommunikationswissenschaftler
- 1920: Josef Schrudde, deutscher Chirurg
- 1920: Hans Gottfried von Stockhausen, deutscher Glasmaler
- 1921: Giovanni Benelli, italienischer Geistlicher, Erzbischof von Florenz, Kardinal

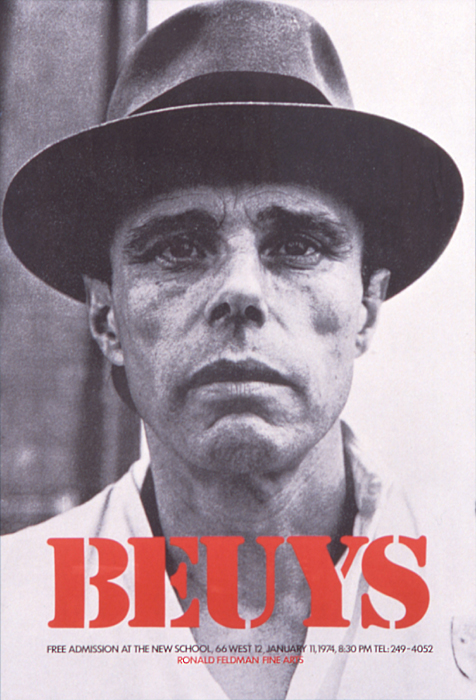
Joseph Beuys (* 1921)

- 1921: Joseph Beuys, deutscher Künstler
- 1921: Eduard Mirsojan, armenischer bzw. sowjetischer Komponist und Politiker
- 1921: Farley Mowat, kanadischer Schriftsteller
- 1922: Roy Salvadori, britischer Automobilrennfahrer
- 1923: Georges Abi-Saber, libanesischer Geistlicher, Bischof von Latakia und Saint-Maron de Montréal
- 1924: Jürgen Dethloff, deutscher Ingenieur, Erfinder der Mikroprozessorkarte
- 1925: Yogi Berra, US-amerikanischer Baseballspieler und -manager
- 1925ː Janez Oraže, österreichischer Widerstandskämpfer, NS-Opfer

#### 1926–1950

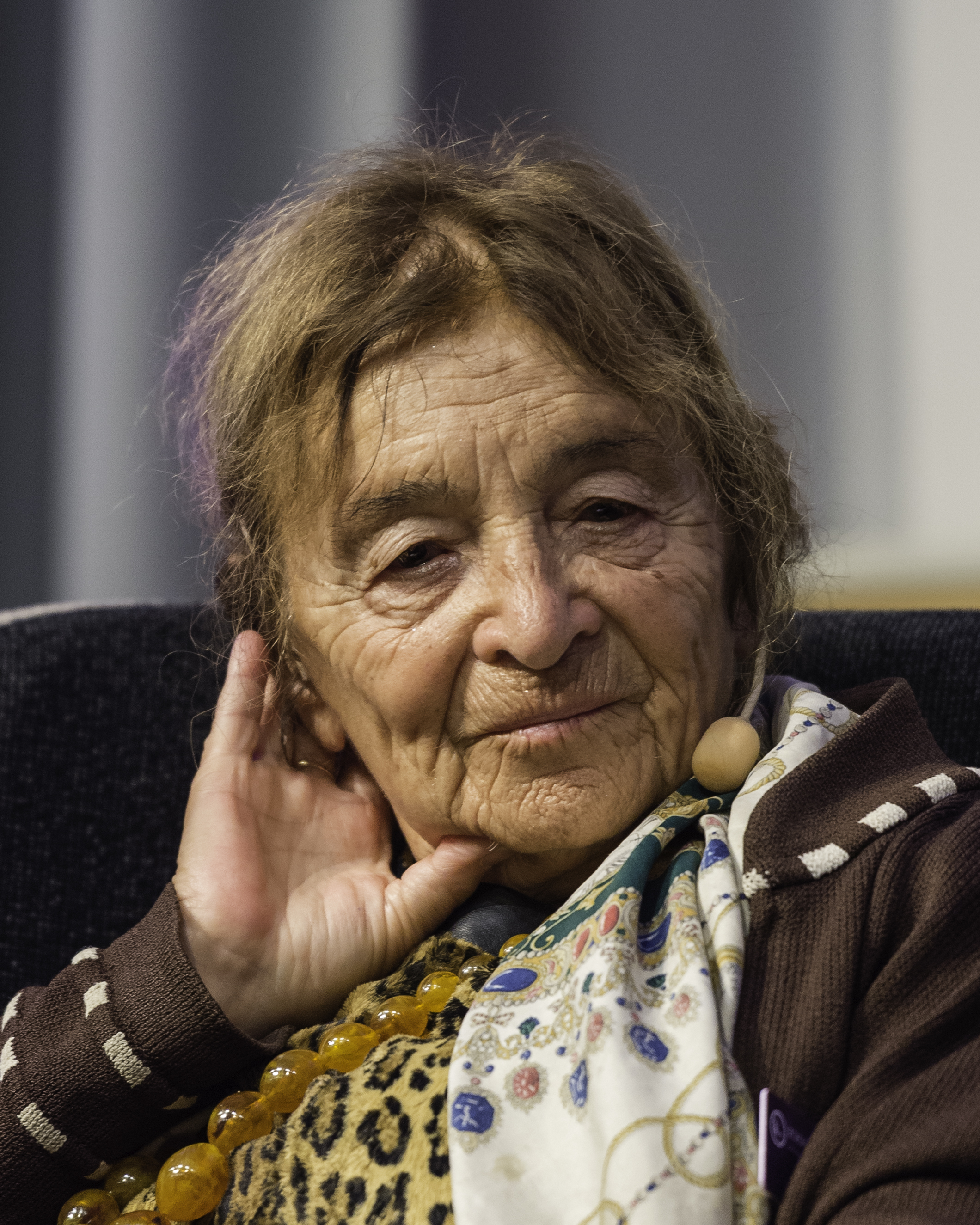
Ágnes Heller (* 1929)

- 1926: Helmut Bläss, deutscher Theaterintendant, Regisseur und Schauspieler
- 1926: James Samuel Coleman, US-amerikanischer Soziologe
- 1926: Weltin Wolfinger, liechtensteinischer Bobfahrer
- 1927ː Barbara Dane, amerikanische Musikerin, Musikproduzentin und Aktivistin
- 1928: Burt Bacharach, US-amerikanischer Pianist und Komponist
- 1928: Jan Krugier polnisch-schweizerischer Galerist und Kunstsammler
- 1928: Hermann Regner, deutscher Musikpädagoge und Komponist
- 1929: Heino Falcke, deutscher Theologe
- 1929: Ágnes Heller, ungarische Philosophin
- 1929: Heinrich Segur, Leiter des deutschen Dienstes von Radio Vatikan

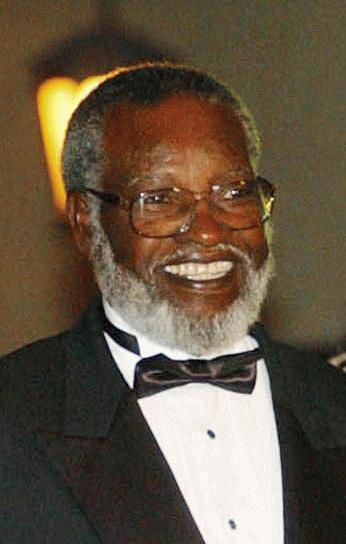
Sam Nujoma (* 1929)

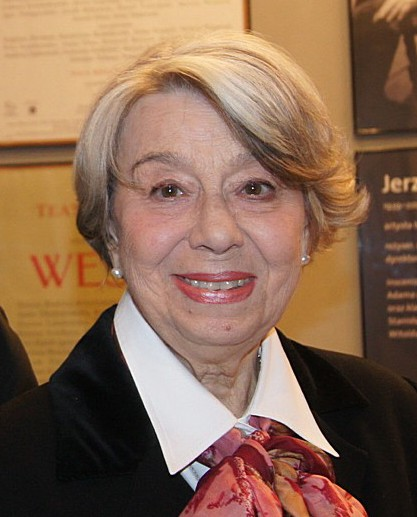
Zofia Kucowna (* 1933)

- 1929: Sam Nujoma, namibischer Staatspräsident
- 1930: Jess Franco, spanischer Regisseur, Filmemacher und Schauspieler
- 1930: Patricia McCormick, US-amerikanische Wasserspringerin
- 1932: Rupert Vierlinger, österreichischer Pädagoge und Hochschullehrer
- 1932: Hubert Willeitner, deutscher Forstwissenschaftler und Holzbiologe
- 1933: Zofia Kucówna, polnische Schauspielerin
- 1933: Gerhard Riedmann, Südtiroler Schriftsteller und Dramaturg
- 1933: Andrei Andrejewitsch Wosnessenski, russischer Dichter und Schriftsteller
- 1934: Werner Bräunig, deutscher Schriftsteller
- 1934: Gino Burrini, italienischer Skirennläufer
- 1935: Gary Peacock, US-amerikanischer Jazz-Bassist
- 1935: Johnny Bucyk, kanadischer Eishockeyspieler
- 1935: Juri Petrowitsch Wlassow, sowjetischer Gewichtheber

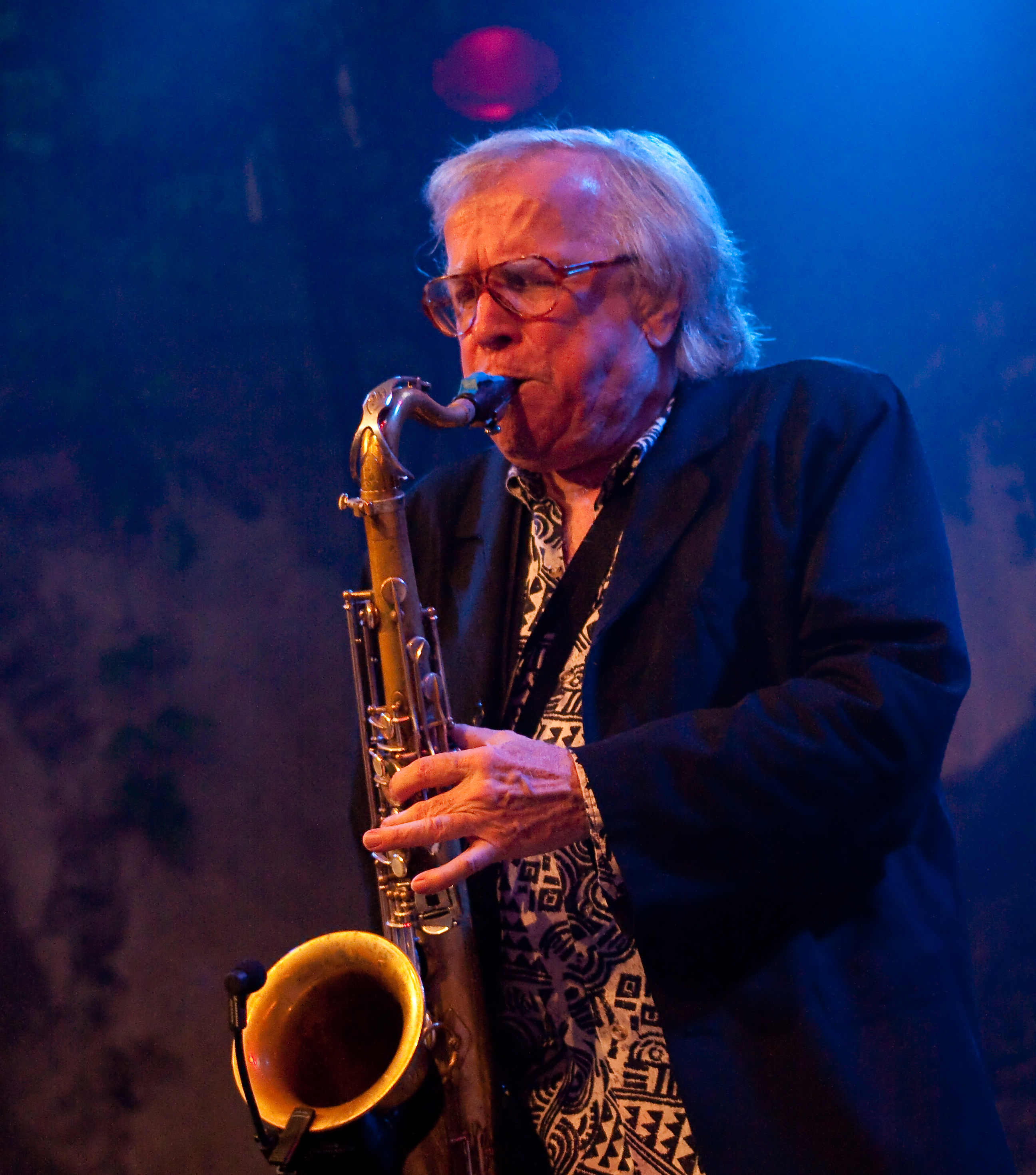
Klaus Doldinger (* 1936)

- 1936: Klaus Doldinger, deutscher Musiker und Saxophonist
- 1936: Guillermo Endara Galimany, panamaischer Staatspräsident
- 1936: Frank Stella, US-amerikanischer Maler und Bildhauer
- 1937: George Carlin, US-amerikanischer Komiker, Schauspieler und Autor
- 1937: Susan Hampshire, britische Schauspielerin
- 1937: Horst Kassner, deutscher Motorradrennfahrer
- 1938: Andrei Alexejewitsch Amalrik, russischer Historiker, Publizist, Schriftsteller und Dissident
- 1939: Daniel Acharuparambil, indischer Erzbischof von Verapoly
- 1939: Uta Hallant, deutsche Schauspielerin und Synchronsprecherin
- 1939: Ron Ziegler, US-amerikanischer Pressesprecher im Weißen Haus
- 1940: Peter Huckauf, deutscher Schriftsteller
- 1940: Jozef Sixta slowakischer Komponist und Musikpädagoge
- 1941: Katalin Benkő, ungarische Kanutin
- 1941: Trevor Tomkins, britischer Schlagzeuger
- 1941: Norman Whitfield, US-amerikanischer Soul/Rhythm-and-Blues-Produzent und Songwriter
- 1941: Erik Zimen, schwedischer Biologe
- 1942: Klaus Adam, deutscher Basketballspieler
- 1942: Ian Dury, britischer Sänger und Songschreiber
- 1942: Michel Fugain, französischer Sänger und Komponist

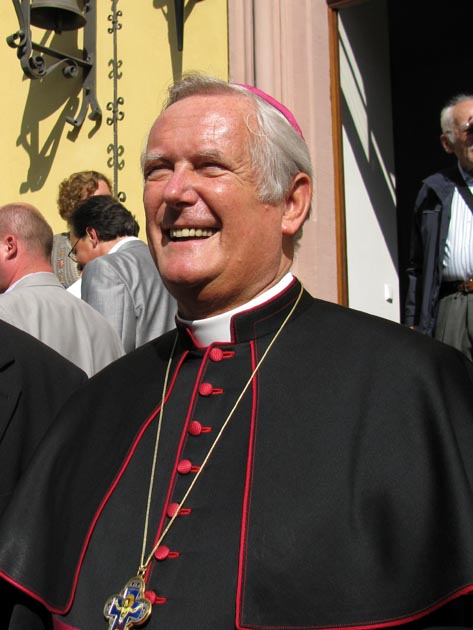
Friedhelm Hofmann (* 1942)

- 1942: Friedhelm Hofmann, deutscher römisch-katholischer Theologe, Bischof von Würzburg
- 1942: Heinz Köhler, deutscher Politiker
- 1942: Barry B. Longyear, US-amerikanischer SF-Autor
- 1942: Kurt Schafflützel, Schweizer Jockey und Rennpferdetrainer
- 1942: Klaus Solmecke, Alt-Bürgermeister von Gevelsberg
- 1942: Billy Swan, US-amerikanischer Country-Musiker
- 1943: Michael Ahlt, deutscher Jurist
- 1943: Jacky Haran, französischer Automobilrennfahrer
- 1944: Ada Isensee, deutsche Malerin und Glaskünstlerin
- 1944: Chris Patten, britischer Politiker, Gouverneur Hongkongs und EU-Kommissar
- 1944: Eva Demski, deutsche Schriftstellerin
- 1944: Hans-Peter Kemper, deutscher Politiker und MdB
- 1944: Włodzimierz Trams, polnischer Basketballspieler
- 1944: Wilfried Woyke, deutscher Fußballspieler
- 1945: Alan Ball, englischer Fußballspieler und -trainer
- 1945: Pascal Clément, französischer Politiker
- 1945: Karl Lüönd, Schweizer Journalist und Publizist
- 1945: Ian McLagan, britischer Rockmusiker
- 1945: Diana Raznovich, argentinische Schriftstellerin, Theatermacherin und Karikaturistin
- 1945: Gayla Reid, kanadische Schriftstellerin
- 1946: Willy Braillard, belgischer Unternehmer und Automobilrennfahrer

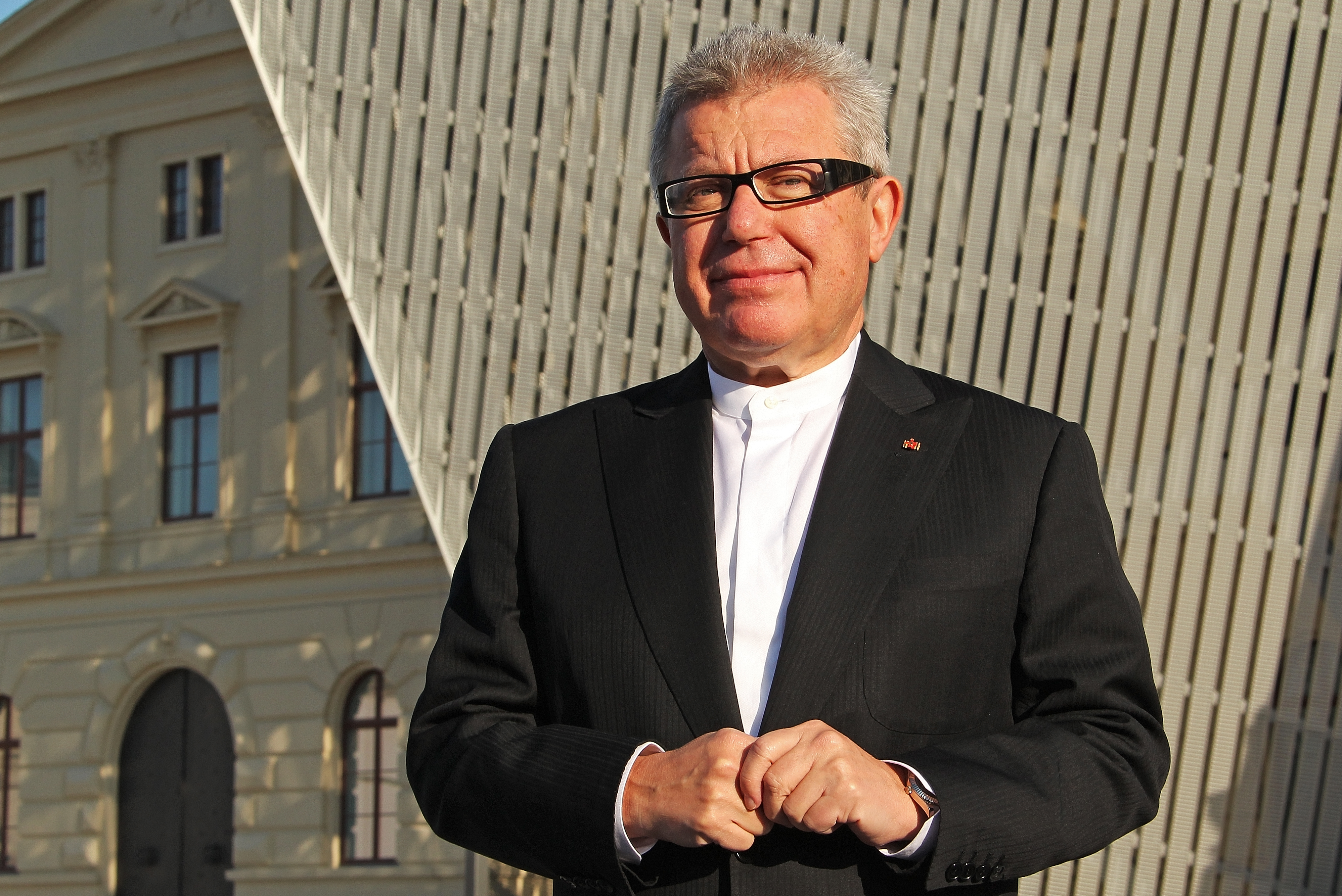
Daniel Libeskind (* 1946)

- 1946: Daniel Libeskind, US-amerikanischer Architekt, Vertreter des Dekonstruktivismus
- 1946: Józef Rychlik, polnischer Komponist und Musikpädagoge
- 1946: Horst Schnellhardt, deutscher Politiker, Europaabgeordneter
- 1946: L. Neil Smith, US-amerikanischer Science-Fiction-Autor und Globalisierungskritiker
- 1947: Georg von Rauch, deutscher Anarchist
- 1947: Rolf Zuckowski, deutscher Gitarrist und Komponist, Produzent und Autor
- 1948: Aqmaral Arystanbekowa, kasachische Diplomatin und Politikerin
- 1948: Lindsay Crouse, US-amerikanische Schauspielerin
- 1948: Steve Winwood, britischer Multi-Instrumentalist und Sänger
- 1949: Josef Beutelmann, deutscher Betriebswirt
- 1949: Moto Hagio, japanische Mangaka
- 1949: Otto Kapfinger, österreichischer Architekt, Autor und Publizist

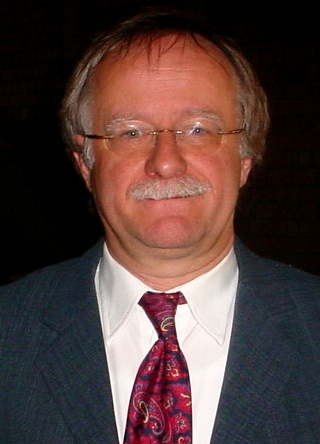
Hans Leyendecker (* 1949)

- 1949: Hans Leyendecker, deutscher Journalist
- 1949: Harry Wijnvoord, niederländischer Fernsehmoderator
- 1950: Bruce Boxleitner, US-amerikanischer Schauspieler
- 1950: Gabriel Byrne, irischer Filmschauspieler
- 1950: Reinhard Roß, deutscher Politiker
- 1950: Billy Squier, US-amerikanischer Rockmusiker
- 1950: Renate Stecher, deutsche Leichtathletin, Olympiasiegerin

#### 1951–1975
- 1951: Vic Stanfield, kanadischer Eishockeyspieler
- 1952: André Greiner-Pol, deutscher Rockmusiker
- 1952: Patrick Hooper, irischer Marathonläufer
- 1952: Margie Mahoney, US-amerikanische Skilangläuferin
- 1952: Norbert Stolzenburg, deutscher Fußballspieler
- 1953: Reinhold Aumaier, österreichischer Schriftsteller und Komponist
- 1953: Günther Lohre, deutscher Leichtathlet
- 1954: Barry Ackroyd, britischer Kameramann
- 1954: Rajaâ Cherkaoui El Moursli, marokkanische Physikerin

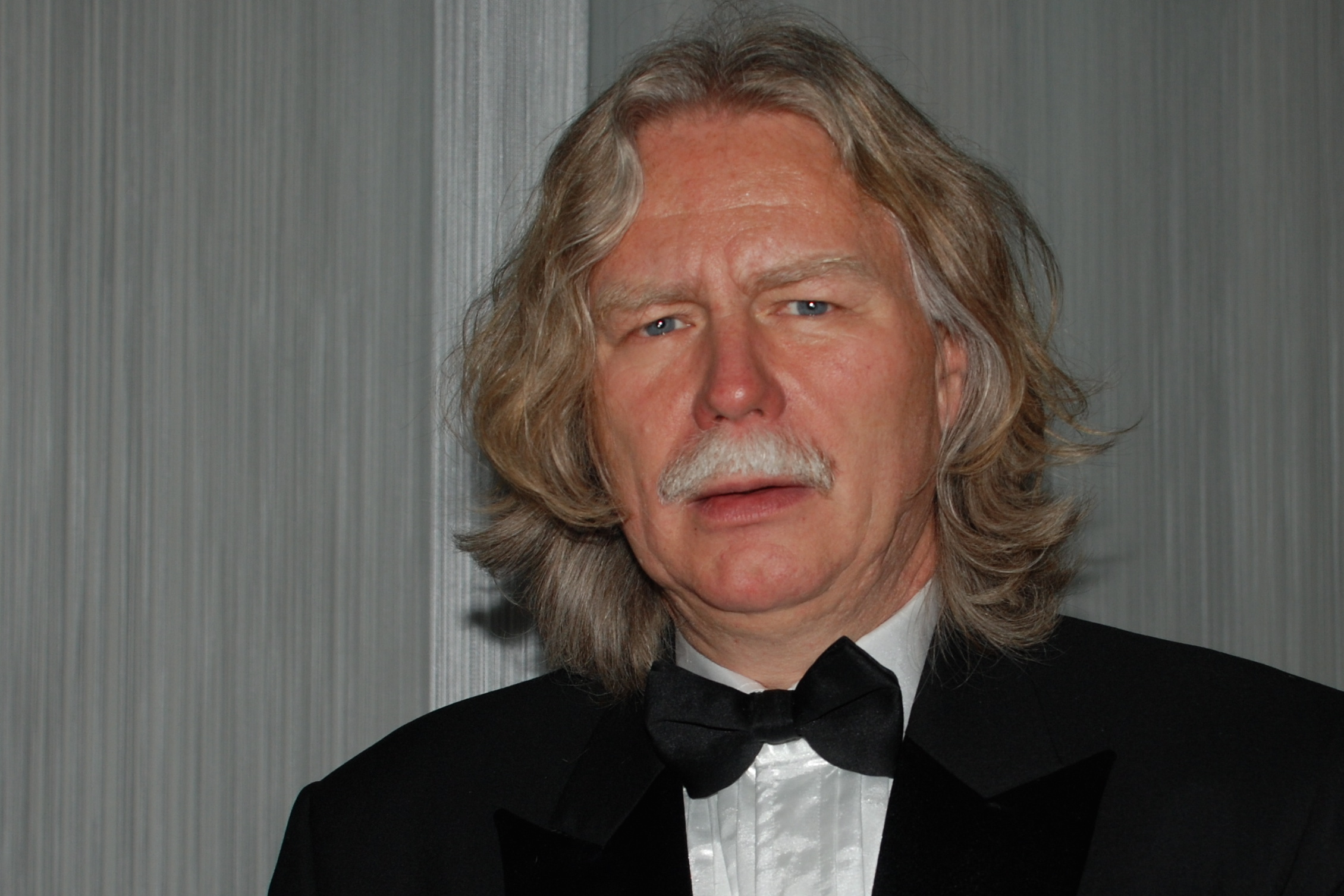
Friðrik Þór Friðriksson (* 1954)

- 1954: Friðrik Þór Friðriksson, isländischer Filmregisseur und Filmemacher
- 1954: Annette Kreft, deutsche Schauspielerin
- 1954: Rafael Yglesias, US-amerikanischer Schriftsteller und Drehbuchautor
- 1955: Natalja Achrimenko, russische Kugelstoßerin
- 1955: Piotr Bikont, polnischer Regisseur, Schauspieler, Journalist und Theaterleiter
- 1955: Wilhelm Ewald, deutscher Heraldiker und Museumsdirektor
- 1956: Greg Phillinganes, US-amerikanischer Session-Keyboarder
- 1957: Johanna Bittenbinder, deutsche Schauspielerin
- 1957: Carlos Burga, peruanischer Boxer
- 1957: Aribert Günzler, deutscher Pianist und Dirigent, Autor und Komponist
- 1958: Cuno Affolter, Schweizer Journalist und Comic-Experte
- 1958: Massimo Briaschi, italienischer Fußballspieler und Spielervermittler
- 1958: Tracey Jackson, US-amerikanische Drehbuch- und Sachbuchautorin
- 1958: Danny Krausz, österreichischer Spielfilm-Produzent
- 1958: Niki Reiser, Schweizer Musiker und Komponist
- 1958: Eric Singer, US-amerikanischer Schlagzeuger
- 1959: Lutz Blochberger, deutscher Schauspieler

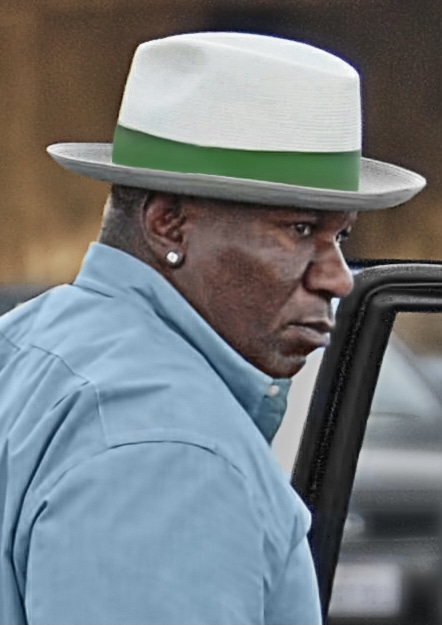
Ving Rhames (* 1959)

- 1959: Ving Rhames, US-amerikanischer Schauspieler
- 1960: Lisa Martin-Ondieki, australische Langstreckenläuferin, Olympiamedaillengewinnerin
- 1961: Paul Begala, Berater von Bill Clinton
- 1961: Andreas Cichowicz, deutscher Journalist und Fernsehmoderator
- 1961: Thomas Dooley, US-amerikanischer Fußballspieler
- 1961: Billy Duffy, britischer Gitarrist
- 1961: Christian Hellmann, deutscher Journalist
- 1961: Tonino Tesei, italienischer Komponist
- 1962: Pit Clausen, deutscher Politiker, Oberbürgermeister der Stadt Bielefeld
- 1962: Emilio Estevez, US-amerikanischer Filmschauspieler
- 1962: April Grace, US-amerikanische Schauspielerin
- 1962: Brett Gurewitz, US-amerikanischer Gitarrist und Songschreiber
- 1962: Paulin Kouabénan N’Gnamé, ivorischer Bischof
- 1963: Stefano Modena, italienischer Automobilrennfahrer
- 1963: Heinz Rother, deutscher Fußballspieler
- 1964: Horst von Allwörden, deutscher Autor
- 1964: Beatrice Babin, deutsche Filmeditorin
- 1964: Julius Maada Bio, sierra-leonischer Brigadier und Staatspräsident
- 1964: Raimond Burgman, niederländischer Karambolagespieler und Weltmeister
- 1964: Hazim Delić, bosniakischer Kommandeur und Kriegsverbrecher
- 1964: Manfred Höberl, österreichischer Bodybuilder und Strongman
- 1964: Kolja Kleeberg, deutscher Koch
- 1964: Aljona Walerjewna Ledenjowa, russische Politikwissenschaftlerin
- 1964: Pierre Morel, französischer Filmregisseur und Kameramann
- 1964: Nitin Sawhney, britischer Musiker, Komponist, DJ, Produzent und Remixer
- 1964: Ferdinand von Schirach, deutscher Rechtsanwalt und Schriftsteller
- 1964: Peter Schmidt, deutscher Kunsthistoriker, Mediävist und Hochschullehrer
- 1964: Stefan Schostok, deutscher Diplom-Sozialpädagoge und Politiker
- 1964: Tobias Schröter, deutscher Eiskunstläufer und Mediziner
- 1964: Bart Somers, belgischer Politiker
- 1964: Jürgen Wagner, deutscher Aussteiger und Vertreter der „Schenkerbewegung“
- 1965: Renée Simonsen, dänisches Model und Kinderbuchautorin
- 1965: Rachel Thorn, US-amerikanische Kulturanthropologin und Übersetzerin, Mangaexpertin
- 1966: Sonja Ablinger, österreichische Politikerin
- 1966: Stephen Baldwin, US-amerikanischer Schauspieler
- 1966: Annette Bulfon, deutsche Politikerin
- 1966: Bebel Gilberto, brasilianische Sängerin und Liedermacherin
- 1966: John Lesher, US-amerikanischer Filmproduzent
- 1966: Deborah Kara Unger, kanadische Schauspielerin
- 1967: Tim Armstrong, kanadischer Eishockeyspieler
- 1967: Paul d’Amour, US-amerikanischer Bassist
- 1967: Mireille Bousquet-Mélou, französische Mathematikerin
- 1968: Ivan Avanesjan, armenischer Politiker

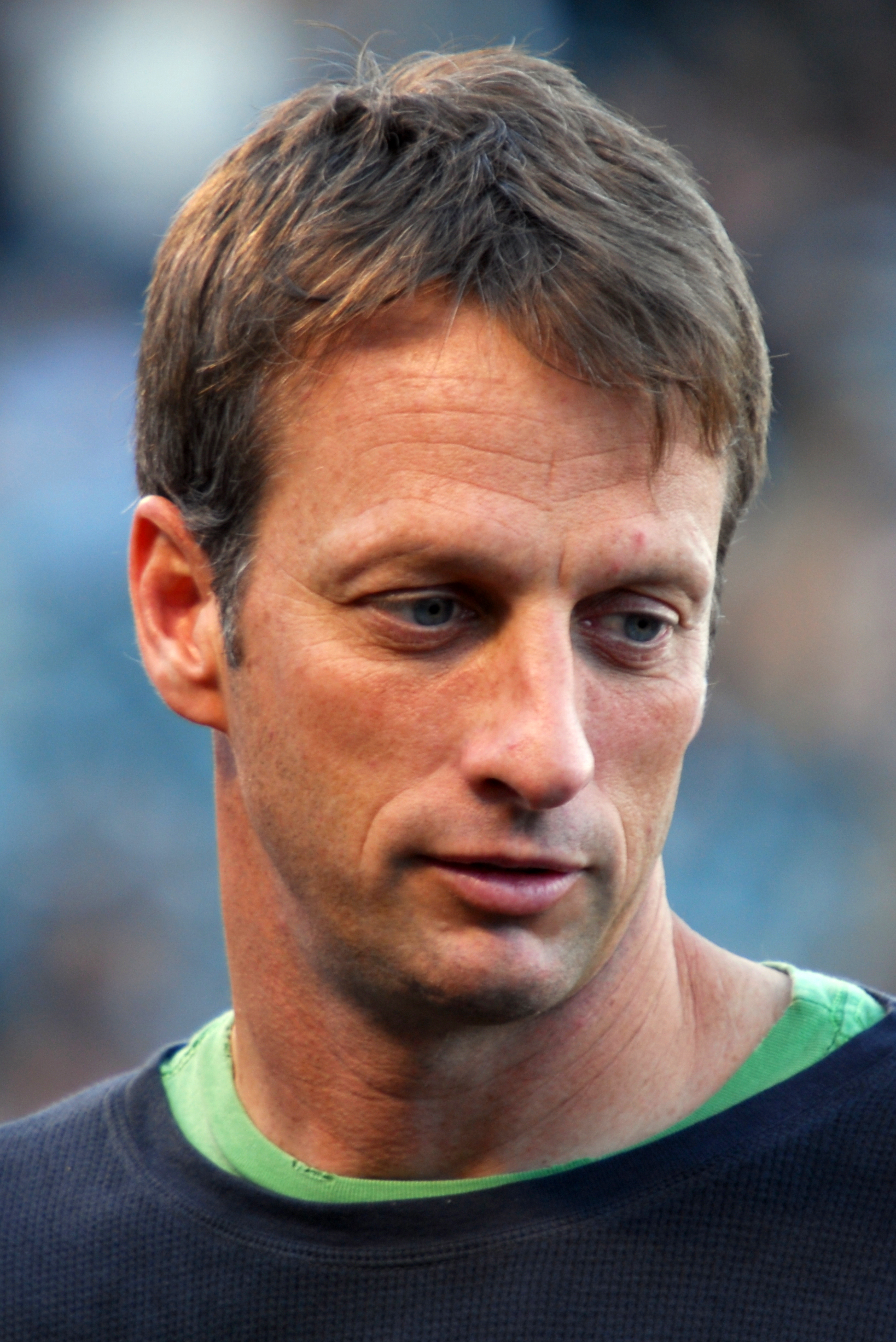
Tony Hawk (* 1968)

- 1968: Tony Hawk, US-amerikanischer Profiskateboarder
- 1968: Falilat Ogunkoya, nigerianische Leichtathletin
- 1968: Bettina Stark-Watzinger, deutsche Politikerin und Bundesministerin
- 1970: Samantha Mathis, US-amerikanische Schauspielerin
- 1970: Gerald Teschl, österreichischer Mathematiker
- 1971: Kristin Asbjørnsen, norwegische Sängerin und Komponistin
- 1971: Matthias Breitkreutz, deutscher Fußballspieler
- 1971: Boris Reitschuster, deutscher Journalist und Sachbuch-Autor
- 1971: Chris Snell, kanadischer Eishockeyspieler
- 1972: Damian McDonald, australischer Radrennfahrer
- 1974: Paweł Niedźwiecki, polnischer Radrennfahrer
- 1975: Jonah Lomu, neuseeländischer Rugbyspieler
- 1975: Miriam Pielhau, deutsche Moderatorin

#### 1976–2000
- 1976: Daniel Newman, britischer Filmschauspieler und -Produzent
- 1977: Jeffrey Aubynn, schwedischer Fußballspieler
- 1977: Graeme Dott, schottischer Snooker-Spieler
- 1977: Norbert Grudzinski, deutscher Fußballschiedsrichter
- 1977: Mareile Höppner, deutsche Fernsehmoderatorin und Journalistin

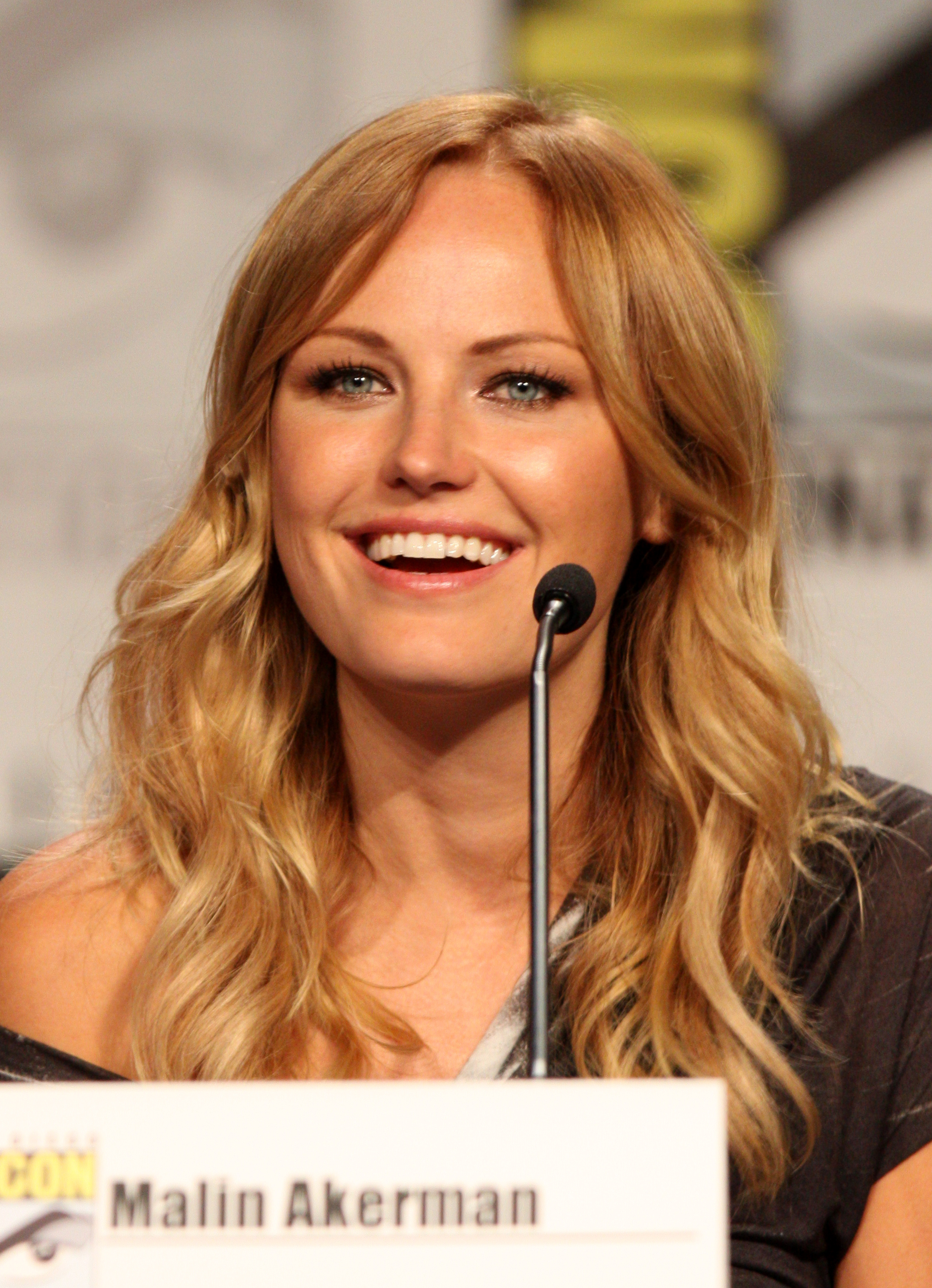
Malin Åkerman (* 1978)

- 1978: Malin Åkerman, kanadische Schauspielerin
- 1978: Jason Biggs, US-amerikanischer Schauspieler
- 1978: Amy Sloan, kanadische Schauspielerin
- 1978: Hossein Rezazadeh, iranischer Gewichtheber
- 1979: Joaquim Rodríguez, spanischer Radrennfahrer
- 1979: Aaron Yoo, US-amerikanischer Schauspieler
- 1980: Dmitri Anatoljewitsch Afanassenkow, russischer Eishockeyspieler
- 1980: Anna Planken, deutsche Fernsehmoderatorin

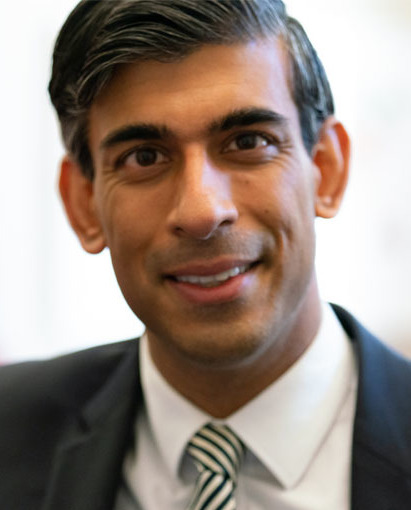
Rishi Sunak (* 1980)

- 1980: Rishi Sunak, britischer Politiker
- 1981: Astrix, israelischer Progressive- & Psytrance-DJ und -Produzent
- 1981: Anna Gadt, polnische Jazzsängerin
- 1981: Rami Malek, US-amerikanischer Schauspieler
- 1981: Alexander Trost, deutscher Handballspieler
- 1982: Marvin Anderson, jamaikanischer Sprinter
- 1982: Sebastian Hoeneß, deutscher Fußballspieler und -trainer
- 1982: Tom Reichelt, deutscher Skilangläufer
- 1983: Alicja Bachleda-Curuś, deutsch-polnische Schauspielerin
- 1983: Igor de Camargo, brasilianisch-belgischer Fußballspieler

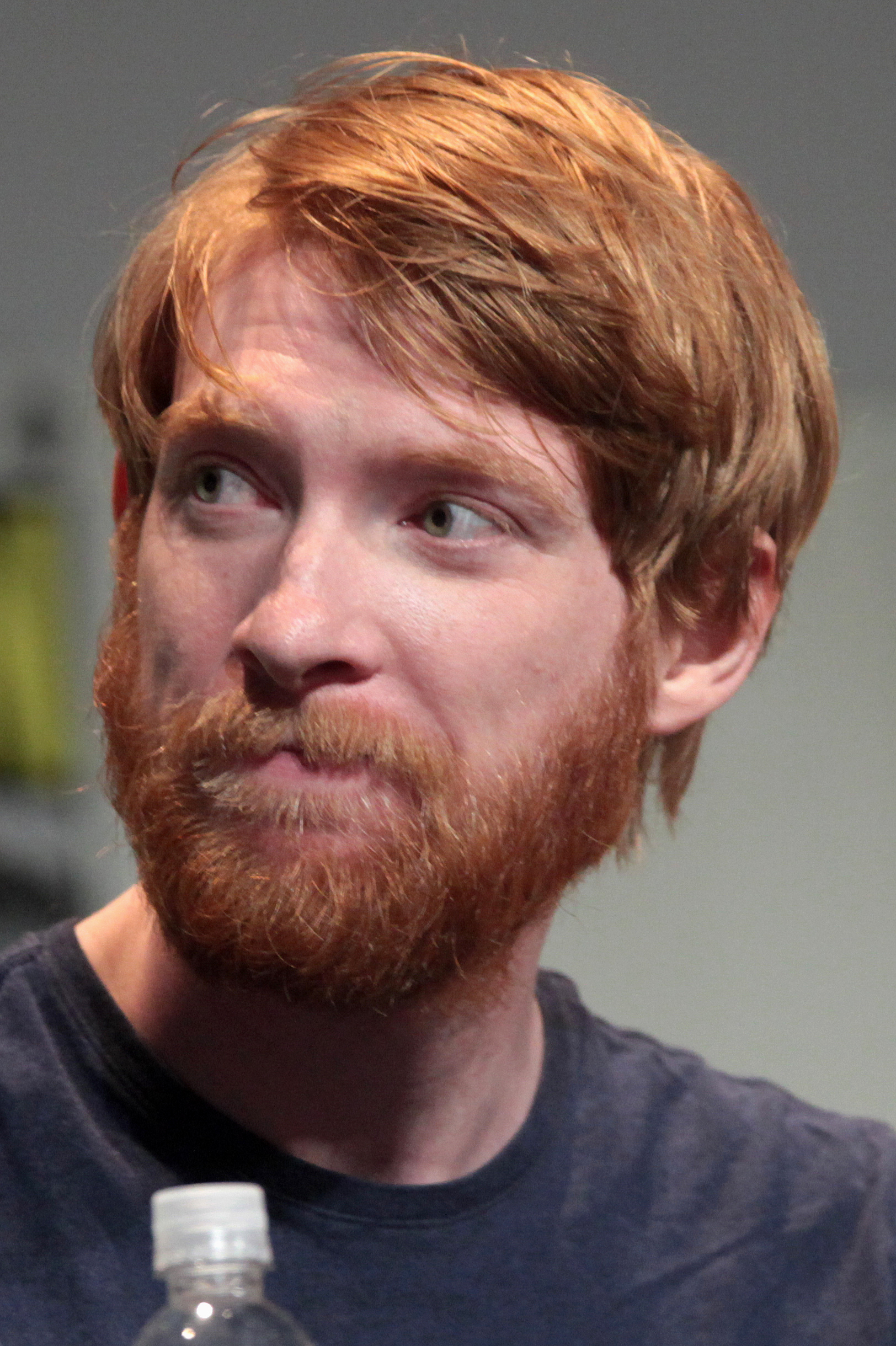
Domhnall Gleeson (* 1983)

- 1983: Domhnall Gleeson, irischer Schauspieler
- 1983: Baykal Kulaksızoğlu, schweizerisch-türkischer Fußballspieler
- 1983: Charilaos Pappas, griechischer Fußballspieler
- 1984: Sajjad Anoushiravani, iranischer Gewichtheber
- 1984: Emily Beecham, britische Schauspielerin
- 1984: Anders Golding, dänischer Sportschütze
- 1985: Claudia Schückler, deutsche Handballspielerin
- 1985: Dániel Tőzsér, ungarischer Fußballspieler
- 1986: Ondřej Vaculík, tschechischer Skispringer
- 1986: Emily VanCamp, kanadische Schauspielerin
- 1987: Kassim Aidara, französisch-senegalesischer Fußballspieler
- 1987: Alexander Hysén, schwedischer Fußballspieler
- 1987: Markus Palionis, litauisch-deutscher Fußballspieler
- 1987: Robbie Rogers, US-amerikanischer Fußballspieler
- 1988: Karen Dahmen, belgisch-deutsche Schauspielerin
- 1988: Aja Evans, US-amerikanische Bobsportlerin

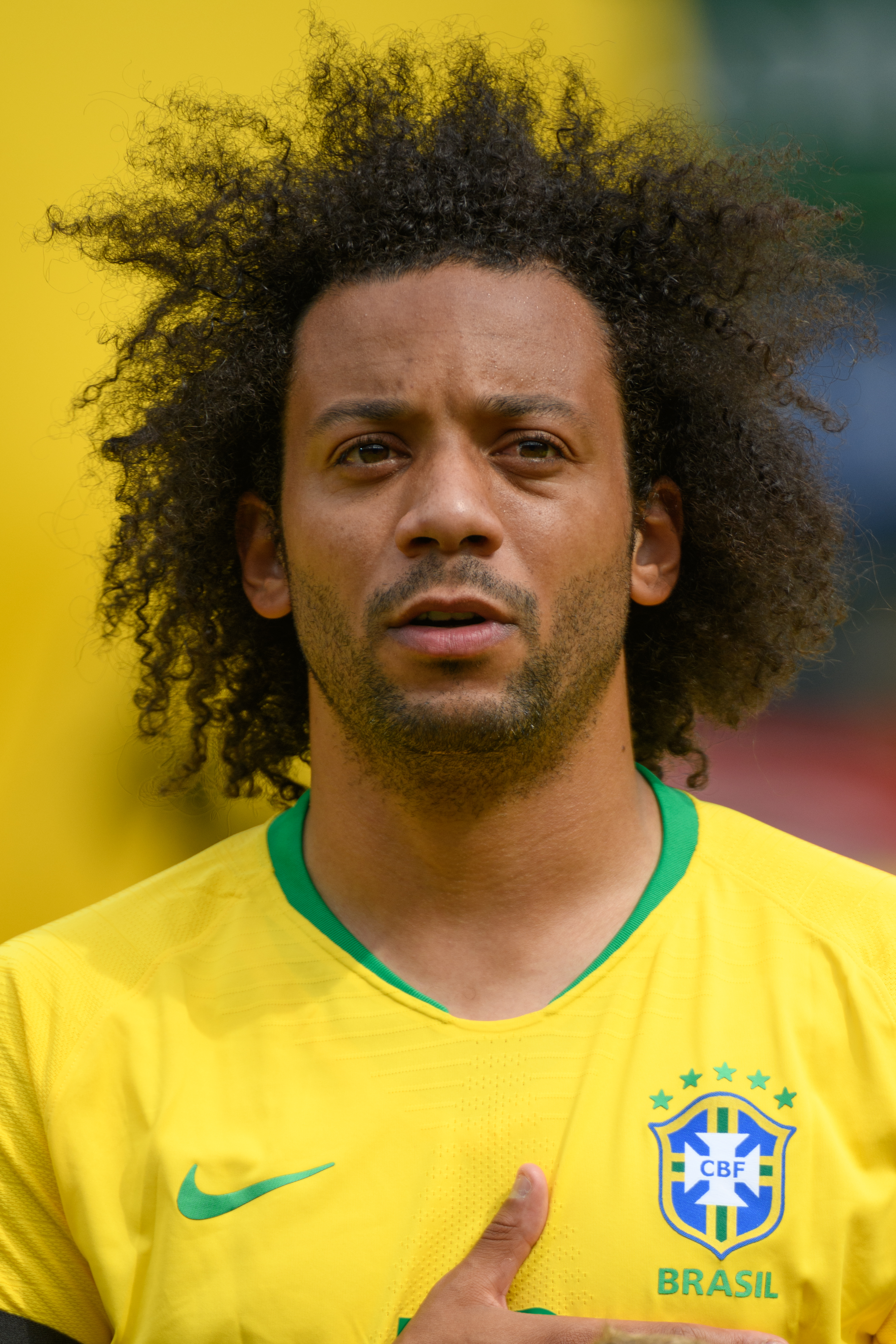
Marcelo (* 1988)

- 1988: Marcelo, brasilianischer Fußballspieler
- 1988: Babett Peter, deutsche Fußballspielerin
- 1988: Liu Xiaolong, chinesischer Badmintonspieler
- 1989: Benjamin Bara, deutscher Schauspieler
- 1990: Florent Amodio, französischer Eiskunstläufer
- 1990: Lumaraa, deutsche Rapperin
- 1990: Athanasios Tsourakis, griechischer Fußballspieler
- 1991: Joseph Dombrowski, US-amerikanischer Radrennfahrer
- 1992: Vetle Sjåstad Christiansen, norwegischer Biathlet
- 1992: Erik Durm, deutscher Fußballspieler
- 1992: Lucas Foresti, brasilianischer Automobilrennfahrer
- 1992: Malcolm David Kelley, US-amerikanischer Schauspieler
- 1992: Matthias Maak, österreichischer Fußballspieler
- 1992: Dale Parker, australischer Bahn- und Straßenradrennfahrer
- 1992: Matt Savage, US-amerikanischer autistischer Musiker und Savant
- 1992: Tyron Zeuge, deutscher Boxer
- 1993: Wendy Holdener, Schweizer Skirennläuferin
- 1993: Tilman Pörzgen, deutscher Schauspieler
- 1994: Nick Schilkey, US-amerikanischer Eishockeyspieler
- 1996: Sebastian Ofner, österreichischer Tennisspieler
- 1997: Ismael Díaz, panamaischer Fußballspieler
- 1997: Taylor Moore, englischer Fußballspieler
- 1998: Cosmin Pascari, rumänischer Ruderer
- 1998: Julia Scheib, österreichische Skirennläuferin
- 1999: Hiroki Itō, japanischer Fußballspieler

### 21. Jahrhundert
- 2002: Moritz Kretschy, deutscher Radsportler
- 2003: Ross McCausland, nordirischer Fußballspieler
- 2005: Wiktorija Listunowa, russische Turnerin
- 2006: Harrison Voight, australischer Motorradrennfahrer

## Gestorben

### Vor dem 16. Jahrhundert
- 0886: Hugo Abbas, Laienabt, führende Persönlichkeit des Westfrankenreichs
- 1003: Silvester II., Papst
- 1012: Sergius IV., Papst
- 1025: Adalbero II., Bischof von Basel
- 1060: Mathilde von Schwaben, Herzogin von Schwaben
- 1088: Johannes Dukas, Bruder des byzantinischen Kaisers Konstantin X.
- 1090: Liutold von Eppenstein, Herzog von Kärnten, Markgraf von Verona
- 1109: Domingo de la Calzada, kastilischer Baumeister und Einsiedler
- 1160: Otto III., Herzog zu Olmütz
- 1182: Waldemar I., König von Dänemark
- 1203: Nantelmus von Ecublens, Bischof von Sitten
- 1242: Wilhelm I. von Diepholz, Bischof von Minden
- 1243: Hubert de Burgh, 1. Earl of Kent, Justiciar von England und Irland
- 1277: Rudolf I., Graf von Tübingen
- 1285: Berthold von Leiningen, Bischof von Bamberg
- 1293: Heinrich IV. von Kuenring-Weitra, Ministerialadeliger in Ostarrîchi
- 1293: Thomas Bek, Bischof von Saint David’s
- 1343: Kuno von Falkenstein, deutscher Adliger
- 1361: Adhémar de Monteil, Bischof von Metz
- 1382: Johanna I., Königin von Neapel
- 1397: Heinrich Totting von Oyta, deutscher Theologe und Philosoph
- 1417: Friedrich III. von Moers, deutscher Graf von Moers und Saarwerden
- 1424: Johann I. von Hoya, Fürstbischof von Paderborn und Hildesheim
- 1447: Hein Hoyer, Hamburger Staatsmann und Bürgermeister
- 1465: Thomas Palaiologos, byzantinischer Adliger, Despot von Morea, Fürst von Achaia
- 1490: Johanna von Portugal, portugiesische Prinzessin aus dem Hause Avis

### 16. bis 18. Jahrhundert
- 1525: Anna, Prinzessin zu Mecklenburg-Schwerin und Landgräfin von Hessen
- 1529: Cecily Bonville, 7. Baroness Harington, englische Adelige
- 1536: Detlev von Reventlow, erster evangelischer Bischof von Lübeck
- 1571: Roman Sanguszko, Feldhetman von Litauen
- 1596: Johann Philipp von Hohensax, Schweizer Adliger
- 1601: Anna III. zu Stolberg, 30. Äbtissin des Reichsstiftes von Quedlinburg

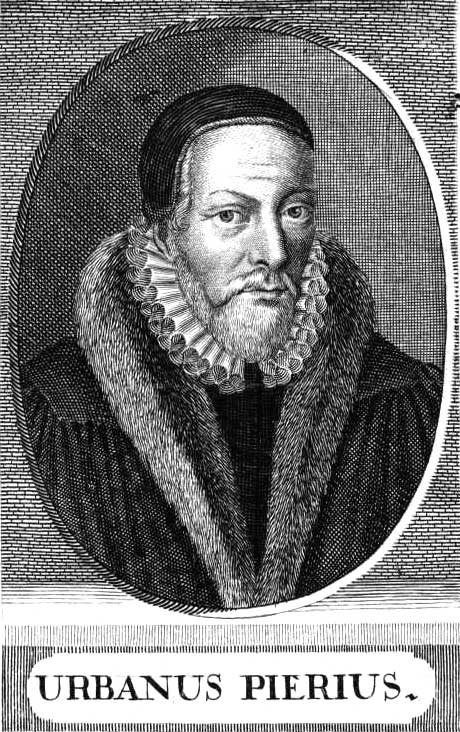
Urban Pierius († 1616)

- 1616: Urban Pierius, deutscher evangelischer Theologe
- 1630: Cornelius Paulinus Swanenburg, niederländischer Rechtswissenschaftler
- 1641: Thomas Wentworth, 1. Earl of Strafford, englischer Politiker
- 1642: Safi I., Schah der Safawiden
- 1654: Burchard Lösekanne, Bremer Kaufmann und Eltermann der Kaufleute
- 1659: Johann Wachmann der Ältere, Syndicus der Freien Hansestadt Bremen
- 1660: Hans Friedrich von Knoch, deutsches Mitglied der Fruchtbringenden Gesellschaft
- 1661: Jacob Willemsz. Delff, holländischer Maler und Hafenmeister der Stadt Delft
- 1684: Edme Mariotte, französischer Physiker
- 1697: Georges d’Aubusson de La Feuillade, französischer Geistlicher
- 1699: Lucas Achtschellinck, flämischer Landschaftsmaler
- 1700: Johannes Brever, deutscher lutherischer Theologe
- 1700: John Dryden, englischer Dichter, Literaturkritiker und Dramatiker
- 1701: Johann Schmuzer, deutscher Stuckateur
- 1701: Jan Ignác František Vojta, tschechischer Arzt, Geiger und Komponist
- 1708: Adolf Friedrich II., Herzog zu Mecklenburg-Strelitz
- 1712: Adrian Beier der Jüngere, deutscher Rechtswissenschaftler
- 1715: Johann Christian Adami, deutscher Theologe und Kirchenlieddichter
- 1732: Christine Luise von Ostfriesland, Gräfin zu Wied-Runkel
- 1738: Karl III. Wilhelm, Markgraf von Baden-Durlach, Gründer von Karlsruhe
- 1759: Johann Michael Winterhalder, deutscher Bildhauer
- 1760: Dominikus Hermengild Herberger, deutscher Bildhauer
- 1761: Johann Christian Köhler, deutscher Orgelbauer
- 1761: Louis Charles de Lameth, französischer General
- 1766: Michael Christoph Brandenburg, deutscher evangelisch-lutherischer Geistlicher, Dichter und Librettist
- 1771: Johann Matthias Schreiber, deutscher Orgelbauer
- 1772: Johann Friedrich Gühling, deutscher evangelischer Theologe
- 1775: Friederike von Sachsen-Altenburg-Gotha, Herzogin von Sachsen-Weißenfels
- 1777: Josef Kohaut, österreichischer Komponist und Lautenist
- 1791: Wenzel Trnka von Krzowitz, tschechischer Arzt, Medizinprofessor und Laienkomponist
- 1795: Johann George Albrecht Bacmeister, deutscher Regierungsrat
- 1796: Johann Peter Uz, deutscher Dichter
- 1799: Juan Vicente de Güemes, spanischer Kolonialverwalter, Vizekönig von Neuspanien

### 19. Jahrhundert
- 1814: Johann Anton von Pergen, österreichischer Diplomat und Staatsmann
- 1829: Johann Gottlieb Brucker, deutscher Mediziner
- 1840: Ignaz Stupan von Ehrenstein, österreichischer Hofrat
- 1843: Charlotte von Kalb, deutsche Schriftstellerin
- 1845: Karl Wilhelm Baumgarten-Crusius, deutscher Pädagoge

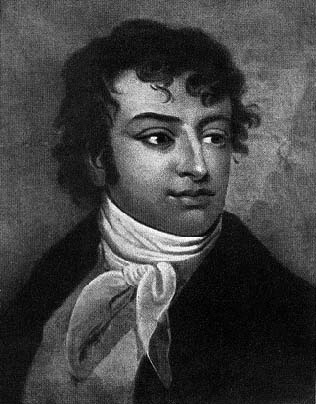
August Wilhelm Schlegel († 1845)

- 1845: August Wilhelm Schlegel, deutscher Literaturhistoriker
- 1848: Miguel Barreiro, uruguayischer Politiker
- 1848: Gottlob Christian Crusius, deutscher Philologe, Pädagoge und Autor
- 1848: Ulysses Anton von Salis-Soglio, österreichischer Offizier
- 1849: Laurenz Lersch, deutscher Altphilologe
- 1850: Heinrich August Pierer, deutscher Offizier, Verleger und Lexikograf
- 1851: Ferdinand Freiherr von Andrian-Werburg, bayerischer Regierungspräsident
- 1851: Christian Friedrich Tieck, deutscher Bildhauer
- 1854: Melchior Berri, Schweizer Architekt
- 1855: Franz Sales Glänz, deutscher Schreiner und Holzbildhauer
- 1858: Georg Benedikt Winer, deutscher protestantischer Theologe und Philologe
- 1859: Sergei Timofejewitsch Aksakow, russischer Schriftsteller
- 1860: Charles Barry, britischer Architekt
- 1863: Radama II., Herrscher des Königreichs Madagaskar
- 1864: James Ewell Brown Stuart, US-amerikanischer Offizier, konföderierter Kavalleriegeneral im Amerikanischen Bürgerkrieg
- 1867: Ignatius Brjantschaninow, russischer Ingenieur, Priestermönch, Bischof von Stawropol
- 1871: Daniel-François-Esprit Auber, französischer Komponist
- 1875: Heinrich von Hofstätter, deutscher römisch-katholischer Theologe, Bischof von Passau
- 1876: Georgi Benkowski, bulgarischer Revolutionär
- 1878: Catharine Beecher, US-amerikanische Schriftstellerin
- 1879: Ludwig Angerer, österreichischer Fotograf

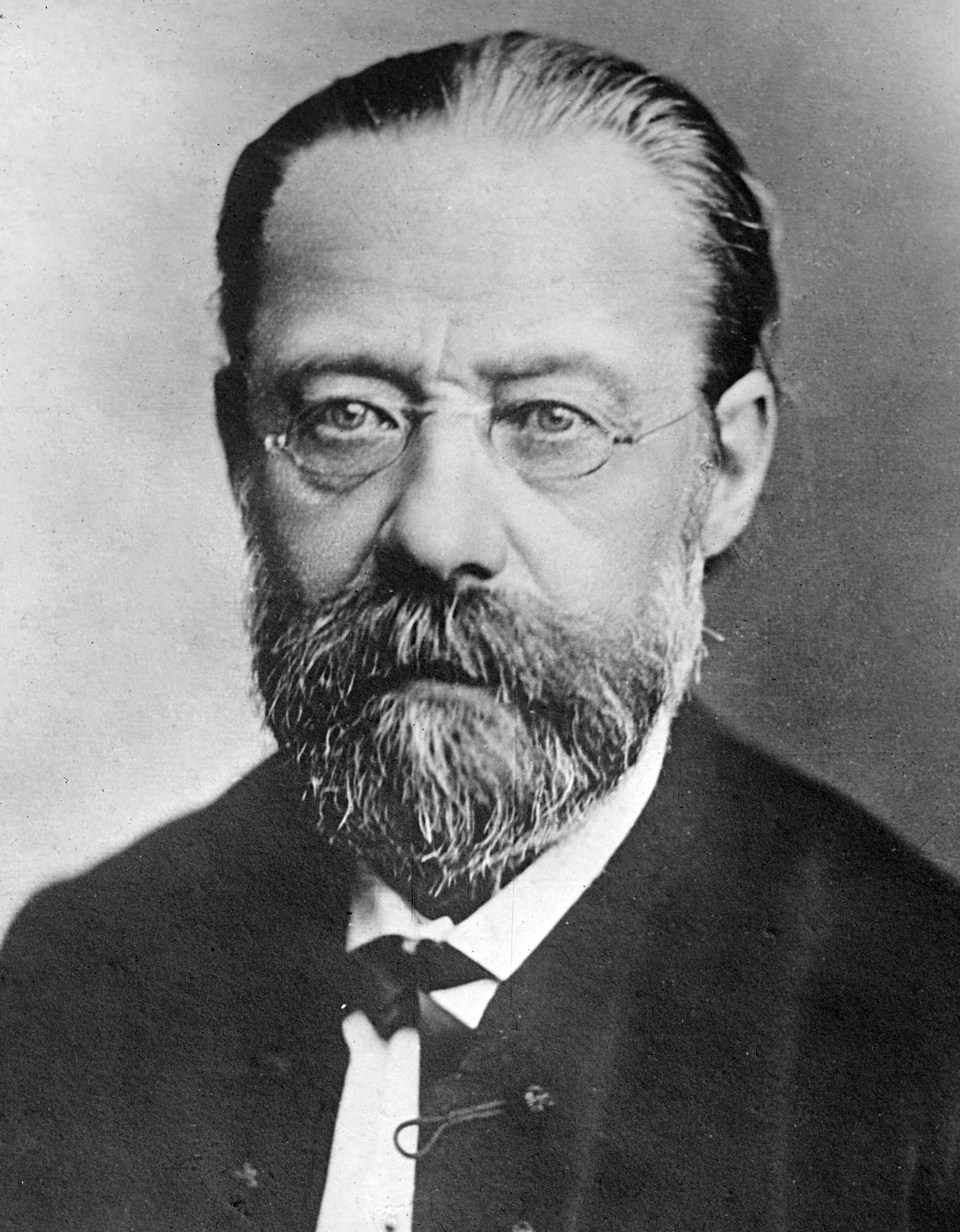
Bedřich Smetana († 1884)

- 1884: Bedřich Smetana, tschechischer Komponist
- 1890: Frances Parthenope Verney, britische Schriftstellerin und Journalistin
- 1896: Juan Morel Campos, puerto-ricanischer Komponist

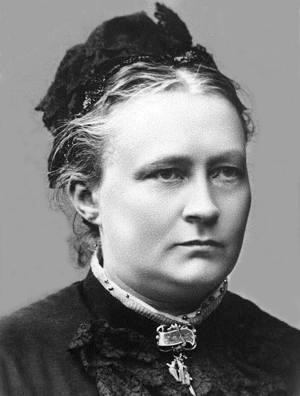
Minna Canth († 1897)

- 1897: Minna Canth, finnische Schriftstellerin und Frauenrechtlerin
- 1898: Raimund Grübl, österreichischer Jurist und Politiker
- 1898: Karl Racké, Bürgermeister der Stadt Mainz
- 1898: Sophie von Hardenberg, deutsche Novalis-Forscherin und Antifeministin

### 20. Jahrhundert

#### 1901–1950
- 1901: Hans von Borries, preußischer Oberst und Prähistoriker
- 1902: Caroline Ernst, deutsch-amerikanische Farmerin

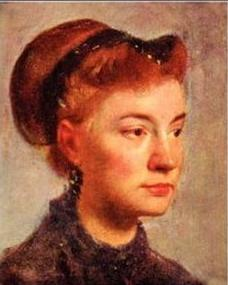
Maria Zakrzewska († 1902)

- 1902: Marie Zakrzewska, US-amerikanische Ärztin für Gynäkologie und Frauenrechtlerin
- 1903: Karl Oppel, deutscher Schriftsteller
- 1904: Paul Chapuis, Schweizer evangelischer Geistlicher und Hochschullehrer
- 1905: Mila Kupfer-Berger, österreichische Sängerin
- 1907: Joris-Karl Huysmans, französischer Schriftsteller
- 1908: Arthur Koppel, deutscher Kaufmann und Maschinenbau-Unternehmer
- 1908: Melesio Morales, mexikanischer Komponist

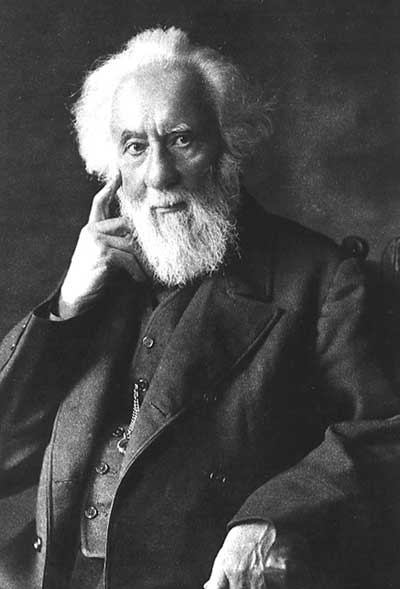
William Huggins († 1910)

- 1910: William Huggins, britischer Astronom
- 1910: Johann Gebhard Lutz, Schweizer Jurist und Politiker
- 1911: Johann Rudolf Moser, Schweizer Kaufmann und Politiker
- 1913: Friedrich Huch, deutscher Dichter und Schriftsteller
- 1916: James Connolly, irischer Politiker
- 1918: Wilhelm Radloff, deutsch-russischer Sprachwissenschaftler, Turkologe und Ethnograph
- 1921: Emilia Pardo Bazán, spanische Schriftstellerin
- 1922: Hugo Conwentz, deutscher Botaniker und Naturschützer
- 1924: Bertha Drechsler Adamson, englische Geigerin, Dirigentin und Musikpädagogin
- 1924: Henri Maréchal, französischer Komponist
- 1925ː Amy Lowell, US-amerikanische Dichterin, Pulitzer-Preisträgerin
- 1925: Arthur Napoleão, brasilianischer Komponist
- 1927: Louise-Cathérine Breslau, deutsch-schweizerische Zeichnerin
- 1929: Edi Linser, österreichischer Motorradrennfahrer
- 1930: Paul Panda Farnana, kongolesischer Agronom
- 1931: Theodor Lerner, deutscher Journalist und Polarforscher

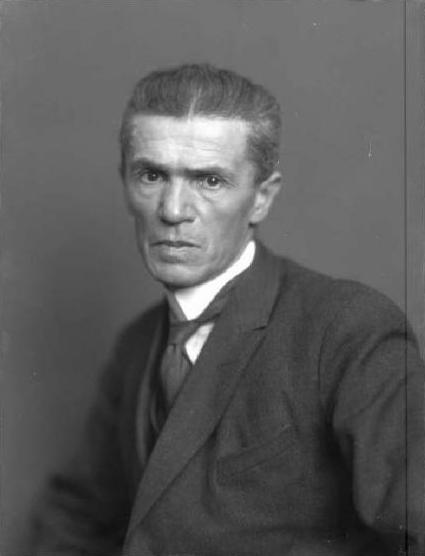
Adolfo Wildt († 1931)

- 1931: Adolfo Wildt, italienischer Bildhauer
- 1931: Eugène Ysaÿe, belgischer Violinist und Komponist
- 1935: Józef Piłsudski, polnischer Feldmarschall
- 1943: Clara Eliza Smith, US-amerikanische Mathematikerin
- 1944: Oskar Kusch, deutscher U-Boot-Kommandant im Zweiten Weltkrieg
- 1944: Arthur Quiller-Couch, britischer Schriftsteller und Kritiker
- 1945: Achmed Abdullah, US-amerikanischer Schriftsteller und Drehbuchautor
- 1945: Magda Trott, deutsche Schriftstellerin und Frauenrechtlerin
- 1946: Germain Lefebrve, kanadischer Sänger, Chorleiter und Musikpädagoge
- 1948: Francisco Alonso, spanischer Komponist
- 1950: Burghard Bock von Wülfingen, preußischer Landrat

#### 1951–2000
- 1951: Wassili Michailowitsch Alexejew, russischer Sinologe
- 1951: Carl Kraemer, deutscher Tierschützer
- 1953: Fritz Mackensen, deutscher Maler
- 1953: Jeanne Maubourg, kanadische Sängerin und Musikpädagogin
- 1956: Vladimír Ambros, tschechischer Komponist
- 1956: Louis Calhern, US-amerikanischer Schauspieler
- 1956: Leon Duray, US-amerikanischer Automobilrennfahrer
- 1956: Bohuslav Leopold, tschechischer Komponist, Violinvirtuose und Musikverleger
- 1956: Arthur Letondal, kanadischer Organist, Musikpädagoge und Komponist
- 1956: Edgar Page, englischer Hockey- und Cricketspieler
- 1957: Alfonso de Portago, spanischer Automobilrennfahrer
- 1957: Stefan I. (Exarch), bulgarischer Metropolit und Exarch

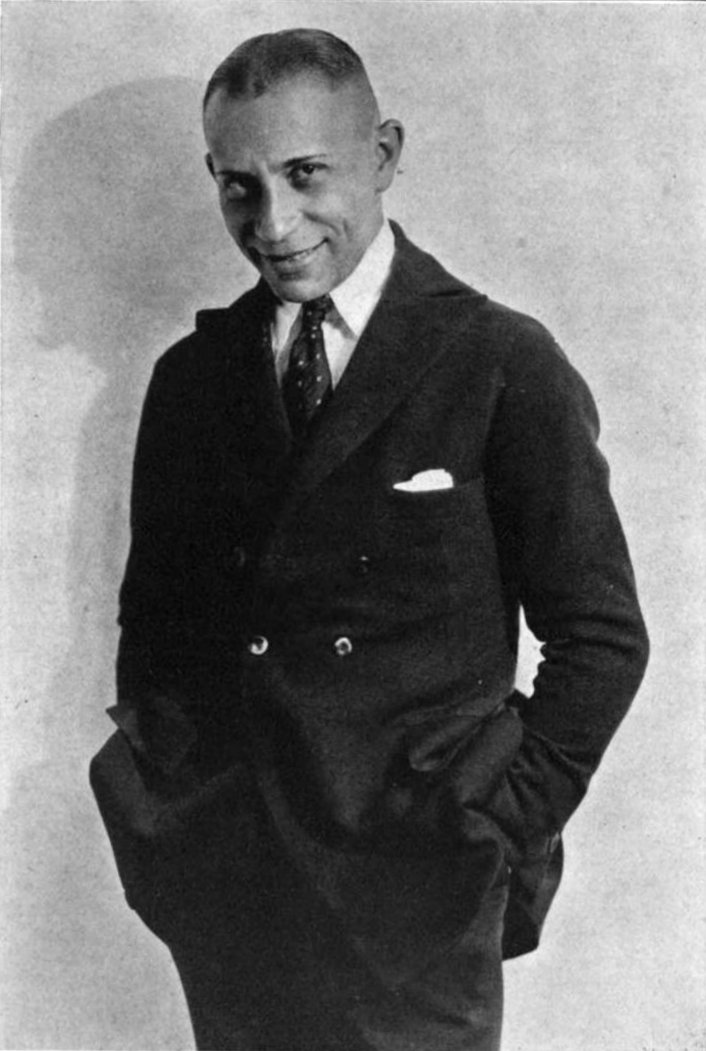
Erich von Stroheim († 1957)

- 1957: Erich von Stroheim, US-amerikanischer Schauspieler und Regisseur
- 1958: Giovanni Mauro, italienischer Fußballschiedsrichter und -funktionär
- 1958: Emil Schibli, Schweizer Buchhändler, Lehrer und Schriftsteller
- 1960: Cecil Armstrong Gibbs, britischer Komponist
- 1961: Tony Bettenhausen, US-amerikanischer Automobilrennfahrer
- 1962: Pedro Pablo Ramírez, argentinischer Staatspräsident
- 1962: Walter Scherau, deutscher Volksschauspieler
- 1963: Oumbertos Argyros, griechischer Maler
- 1963: Franz Arnold, österreichischer Kirchenrechtler
- 1963: Ernst Marischka, österreichischer Filmregisseur
- 1963: Stanisław Wiechowicz, polnischer Komponist
- 1964: Wolfgang von Wild, deutscher General
- 1967: Julius Kalaš, tschechischer Komponist
- 1968: Erich Bockemühl, deutscher Lehrer, Dichter und Organist
- 1970: Władysław Anders, polnischer General und Politiker
- 1970: Nelly Sachs, jüdisch-deutsch-schwedische Schriftstellerin und Lyrikerin, Nobelpreisträgerin
- 1972: Steve Ihnat, US-amerikanischer Schauspieler, Drehbuchautor und Regisseur
- 1972: Marcel Mongin, französischer Automobilrennfahrer
- 1973: Willy Gebhardt, deutscher Redakteur und Politiker (SED)
- 1973: Art Pollard, US-amerikanischer Automobilrennfahrer
- 1976: Keith Relf, britischer Sänger und Songschreiber (The Yardbirds)
- 1976: Jaroslaw Serpan, tschechisch-französischer Maler
- 1977: Barry Ashbee, kanadischer Eishockeyspieler und -trainer
- 1977: Lau Lauritzen junior, dänischer Schauspieler, Filmregisseur und Drehbuchautor
- 1979: Rudolf Kempe, deutscher Dirigent
- 1981: HAP Grieshaber, deutscher Maler und Graphiker
- 1982: Humphrey Searle, britischer Komponist
- 1984: Robert Cooley Angell, US-amerikanischer Soziologe
- 1985: Rodolfo Arizaga, argentinischer Komponist
- 1985: Jean Dubuffet, französischer Maler und Bildhauer
- 1985: Bohdan Wodiczko, polnischer Dirigent und Musikpädagoge

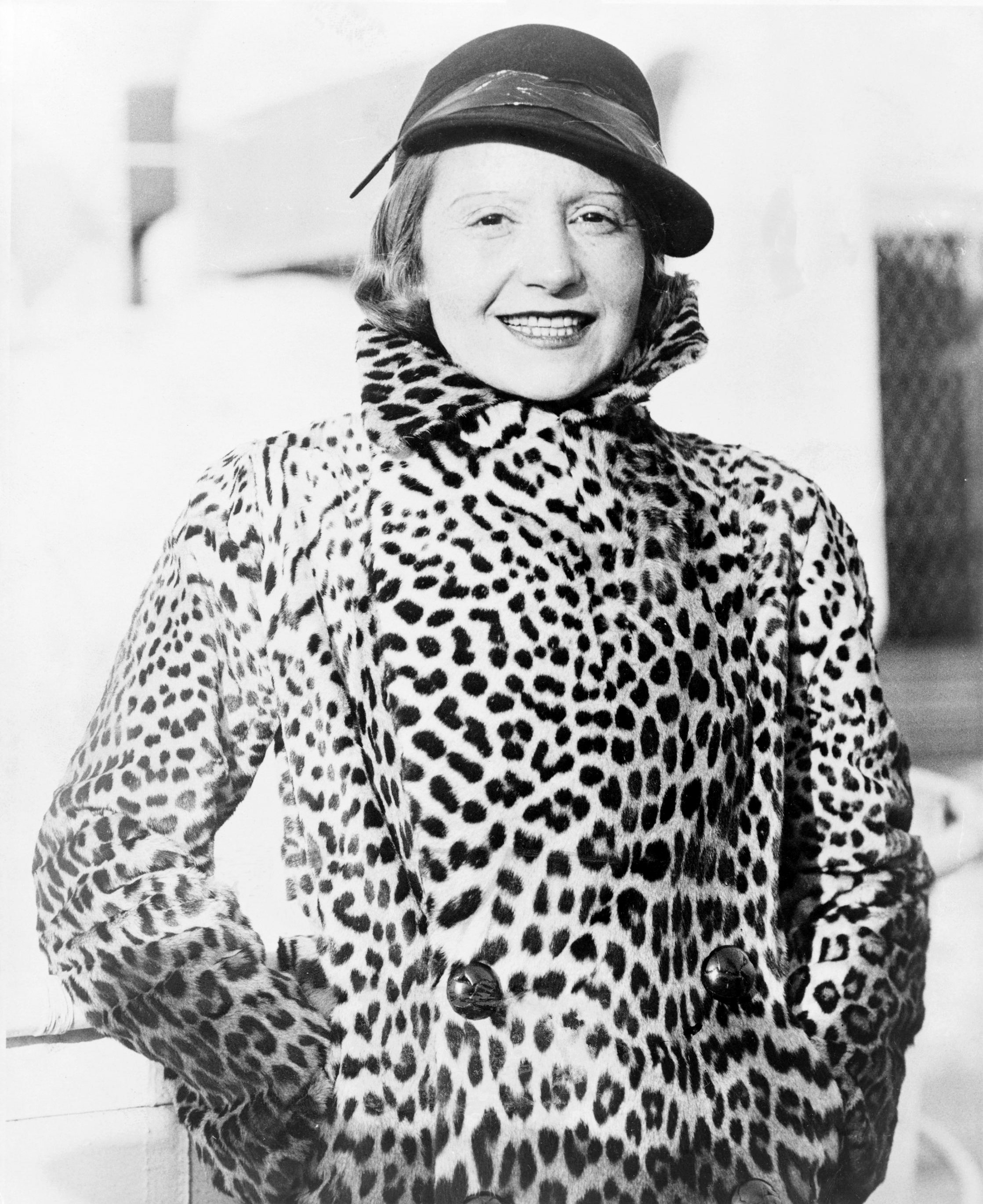
Elisabeth Bergner († 1986)

- 1986: Elisabeth Bergner, deutsche Schauspielerin
- 1987: James Jesus Angleton, US-amerikanischer Agent
- 1987: Victor Feldman, britischer Jazzmusiker
- 1989: Edmond Mouche, französischer Automobilrennfahrer
- 1990: Lotte Backes, deutsche Komponistin
- 1991: Hans Peter Schanzlin, Schweizer Musikwissenschaftler
- 1993: Zeno Colò, italienischer Skirennfahrer
- 1993: Edda Seippel, deutsche Schauspielerin
- 1994: John Smith, britischer Politiker, Chef der Labour Party
- 1994: Georges Schwartz, französischer Automobilrennfahrer
- 1995: Rodrigo Arenas Betancur, kolumbianischer Schriftsteller und Bildhauer

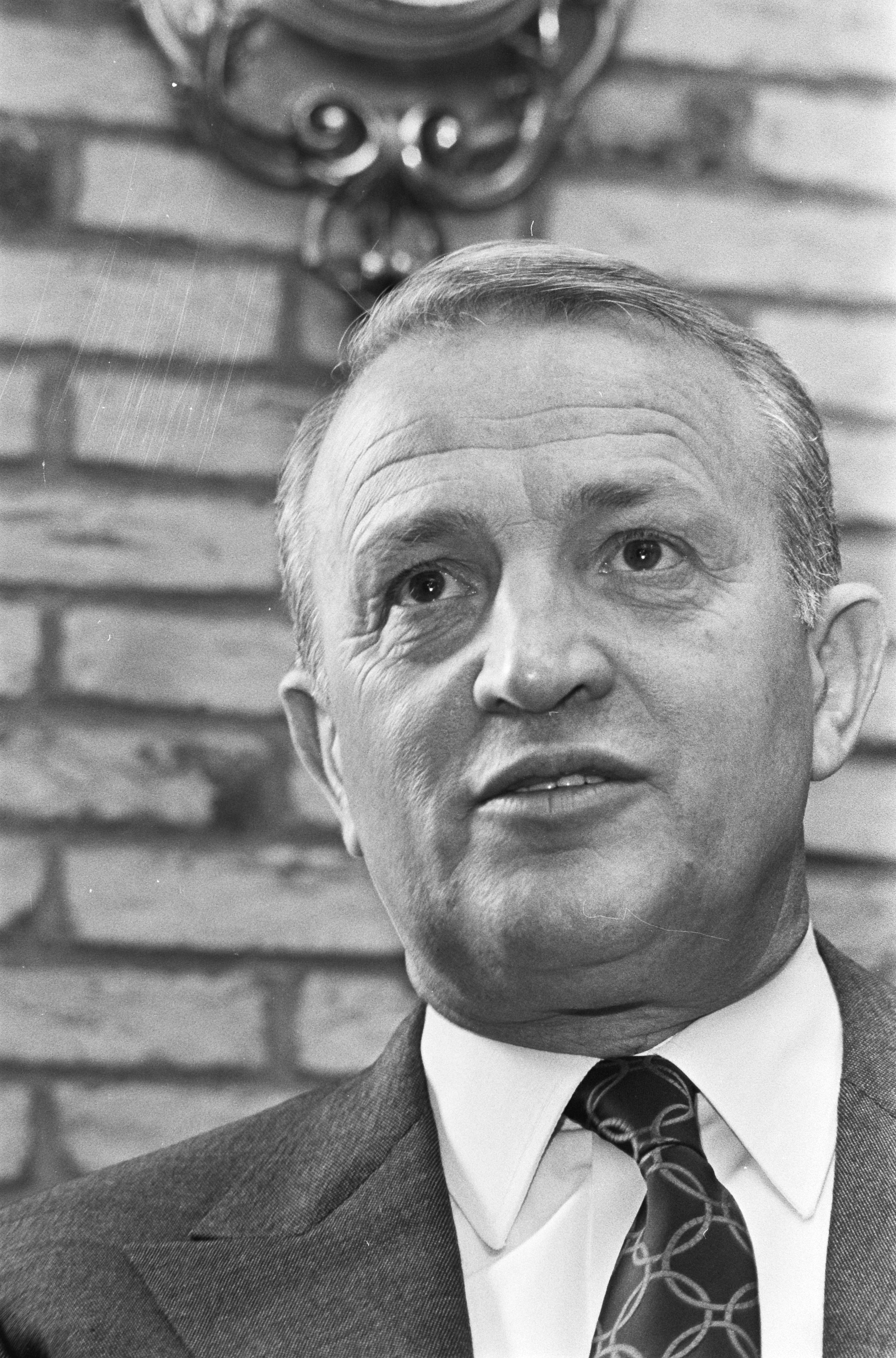
Ștefan Kovács († 1995)

- 1995: Ștefan Kovács, rumänischer Fußballspieler und -trainer
- 1995: Arthur Lubin, US-amerikanischer Filmregisseur
- 1995: Adolfo Pedernera, argentinischer Fußballspieler und -trainer
- 1995: Marcel Rubin, österreichischer Komponist, Musikkritiker und Musikfunktionär
- 1996: Homer Keller, US-amerikanischer Komponist und Musikpädagoge
- 1996ː Anneliese Kerler, deutsche Landwirtin und Senatorin (Bayern)
- 1997: Willi Laatsch, deutscher Bodenkundler und Forstwissenschaftler
- 1998: Hermann Lenz, deutscher Schriftsteller
- 1999: Wysel Gyr, Schweizer Fernsehmoderator
- 1999: Theodor Ritterspach, deutscher Richter
- 2000: Bradley J. Anderson, US-amerikanischer Kostümbildner

### 21. Jahrhundert

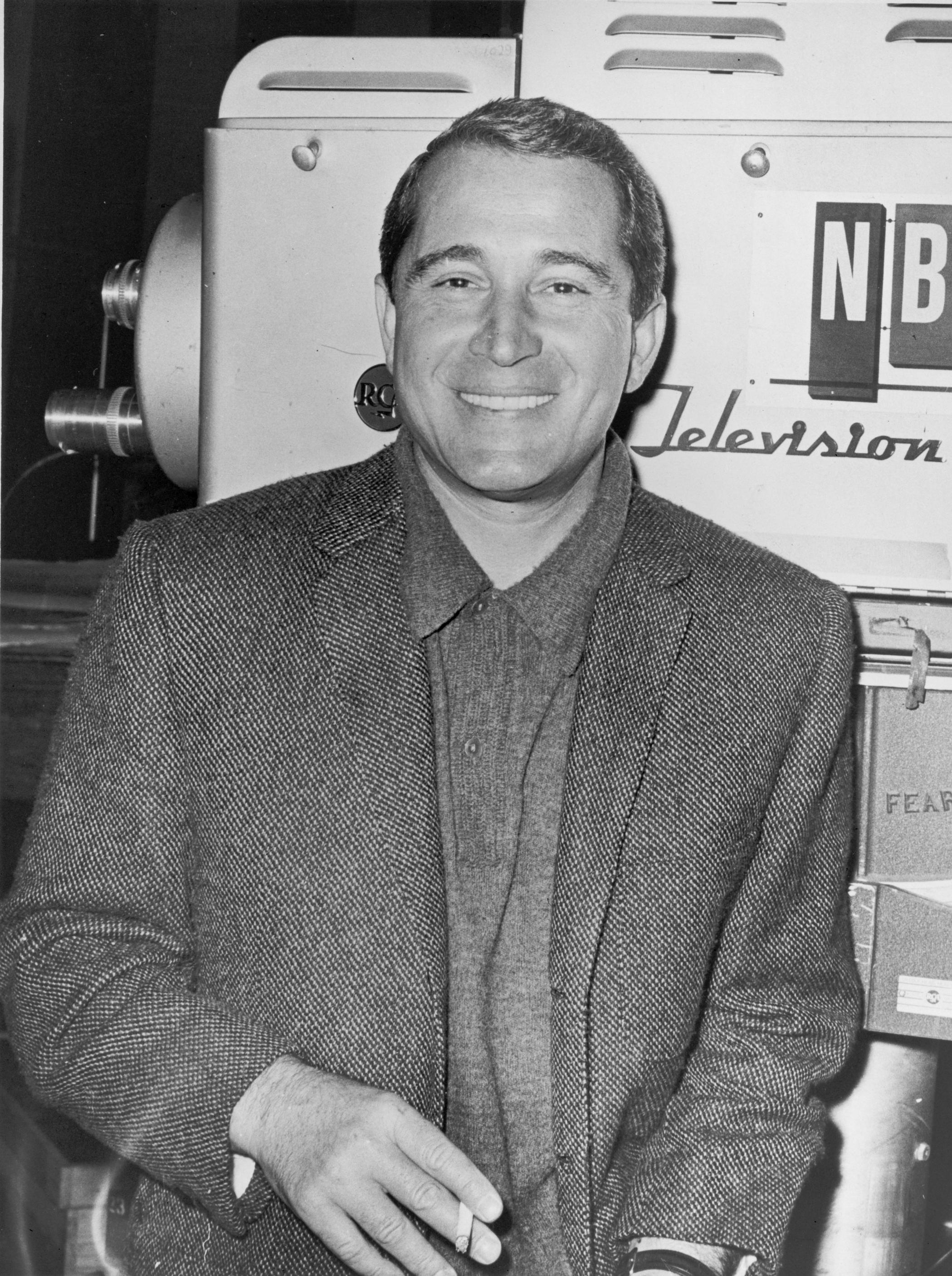
Perry Como († 2001)

- 2001: Perry Como, US-amerikanischer Sänger
- 2001: Didi, brasilianischer Fußballspieler
- 2001: Fritz Pfenninger, Schweizer Radrennfahrer
- 2001: Alexei Andrejewitsch Tupolew, sowjetischer Flugzeugkonstrukteur
- 2002: Alfred Vogt, deutscher Segelflugzeugkonstrukteur
- 2003: Sadruddin Aga Khan, iranisch-französisch-schweizerischer UN-Flüchtlingskommissar
- 2003: Renate Riemeck, deutsche Friedensaktivistin
- 2004: Michael Guttenbrunner, österreichischer Dichter und Schriftsteller
- 2004: John LaPorta, US-amerikanischer Jazz-Klarinettist
- 2004: Paul Matzkowski, deutscher Fußballspieler
- 2005: Alf Arrowsmith, englischer Fußballspieler
- 2005: Monica Zetterlund, schwedische Sängerin und Schauspielerin
- 2006: Gustav Trampe, deutscher Fernsehjournalist
- 2007: José Benito Barros, kolumbianischer Komponist
- 2007: Dadullah Akhund, afghanischer Militärführer der Taliban
- 2007: Teddy Infuhr, US-amerikanischer Schauspieler, Kinderdarsteller
- 2007: Gottfried Schädlich, deutscher Offizier und Schriftsteller
- 2008: Eugen Jesser, österreichischer Musiker, Präsident und Direktor der Wiener Sängerknaben

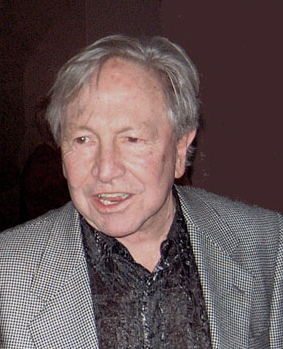
Robert Rauschenberg († 2008)

- 2008: Robert Rauschenberg, US-amerikanischer Pop-Art-Künstler
- 2008: Hans Rotta, deutscher Verleger, Herausgeber, Redakteur und Biologe
- 2008: Robert Russell, englischer Schauspieler
- 2008: Irena Sendler, polnische Krankenschwester und Widerstandskämpferin gegen den Nationalsozialismus
- 2010: Baldur Heckel, österreichischer Techniker und Obmann des steirischen Sängerbundes
- 2011: Michael Althen, deutscher Filmkritiker
- 2011: Renate Günthert, deutsche Modedesignerin und Unternehmerin
- 2012: Eddy Paape, belgischer Comic-Zeichner
- 2013: Horst Königstein, deutscher Regisseur
- 2013: Gerd Langguth, deutscher Politikwissenschaftler
- 2014: Charalampos Angourakis, griechischer Politiker

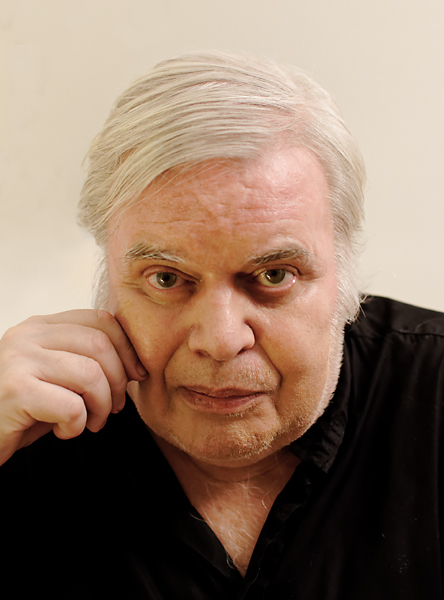
HR Giger († 2014)

- 2014: HR Giger, Schweizer bildender Künstler und Maler, Oscarpreisträger
- 2015: Peter Gay, US-amerikanischer Historiker und Autor
- 2015: Ruth Segomotsi Mompati, südafrikanische Aktivistin, Politikerin und Diplomatin
- 2016: Hans-Joachim Altendorff, deutscher Fußballspieler
- 2016: Bohumil Kubát, tschechoslowakischer Ringer
- 2017: Mauno Koivisto, finnischer Politiker und Staatspräsident
- 2017: Amotz Zahavi, israelischer Soziobiologe und Evolutionstheoretiker
- 2018: Will Alsop, britischer Architekt
- 2018: Tessa Jowell, britische Politikerin
- 2018: Dennis Nilsen, britischer Serienmörder
- 2019: Machiko Kyō, japanische Schauspielerin
- 2019: Nasrallah Boutros Sfeir, libanesischer Kardinal
- 2020: Astrid Kirchherr, deutsche Fotografin und Künstlerin
- 2020: Michel Piccoli, französischer Schauspieler
- 2021: Peter Kimmel, deutscher Jurist
- 2024: David Sanborn, US-amerikanischer Saxophonist
- 2024: Mark Damon, US-amerikanischer Schauspieler und Filmproduzent

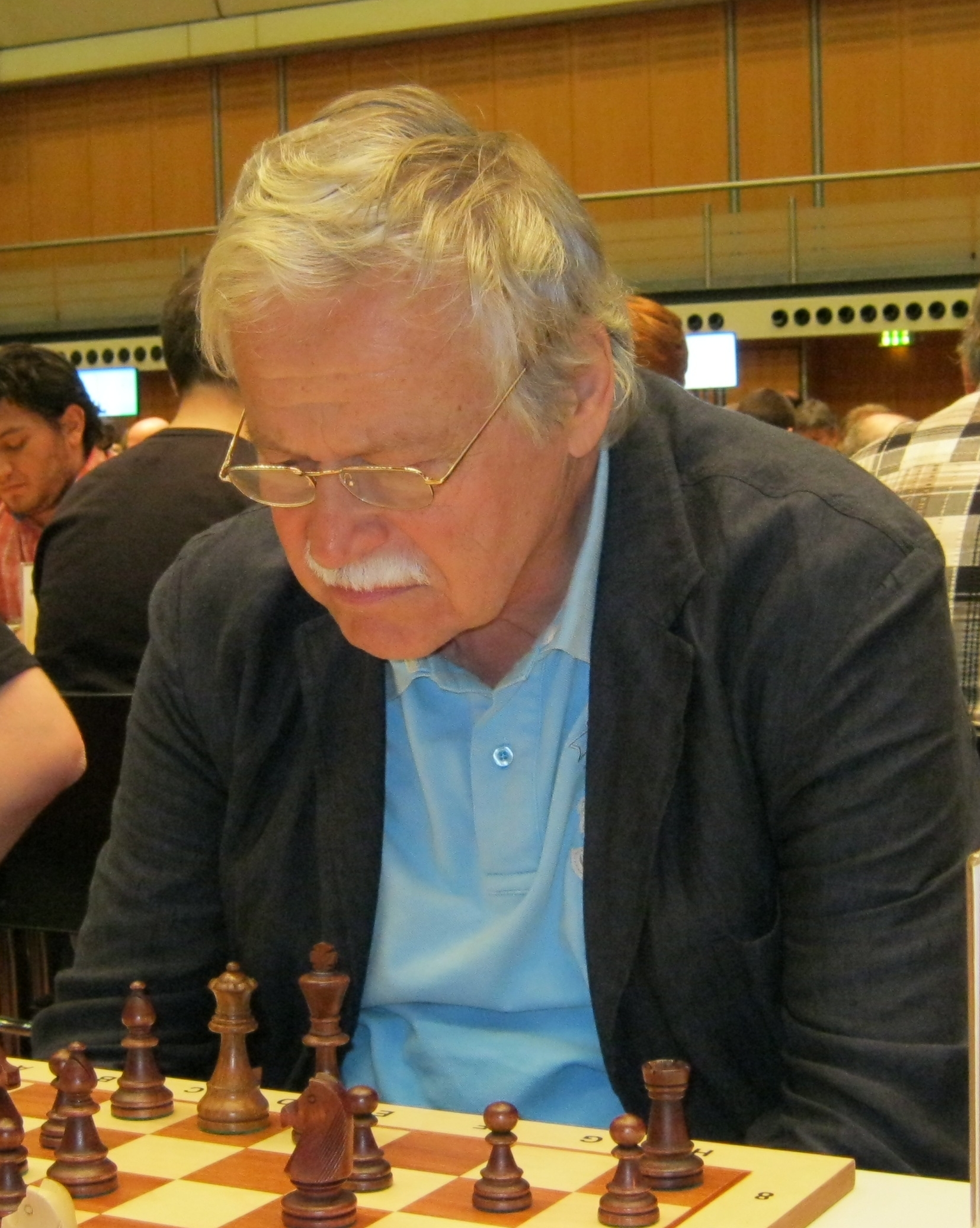
Vlastimil Hort († 2025)

- 2025: Vlastimil Hort, tschechisch-deutscher Schachgroßmeister

## Feier- und Gedenktage
- Kirchliche Gedenktage
  - Hl. Moduald, fränkischer Bischof (katholisch)
  - Hl. Nereus und Achilleus, römische Märtyrer (katholisch)
  - Hl. Pankratius, römischer Märtyrer, „Eisheiliger“ (evangelisch, katholisch)
  - Sel. Alvaro, zweiter Prälat des Opus Dei (katholisch)
- Internationaler Tag der Pflegenden

Weitere Einträge enthält die Liste von Gedenk- und Aktionstagen.